# Amtrak

Darstellung der Amtrak-Zugläufe im Jahr 2023 auf einer Landkarte der Vereinigten Staaten. Die Farbe und Strichstärke in der Zeichnung steht für die Anzahl der wöchentlichen bzw. täglichen Züge.

Das US-amerikanische Unternehmen National Railroad Passenger Corporation betreibt unter der Marke Amtrak seit 1971 den Großteil des schienengebundenen Personenfernverkehrs innerhalb der USA.

## Geschichte

### Vorgeschichte

Das Amtrak-Logo von 1971 bis 2000

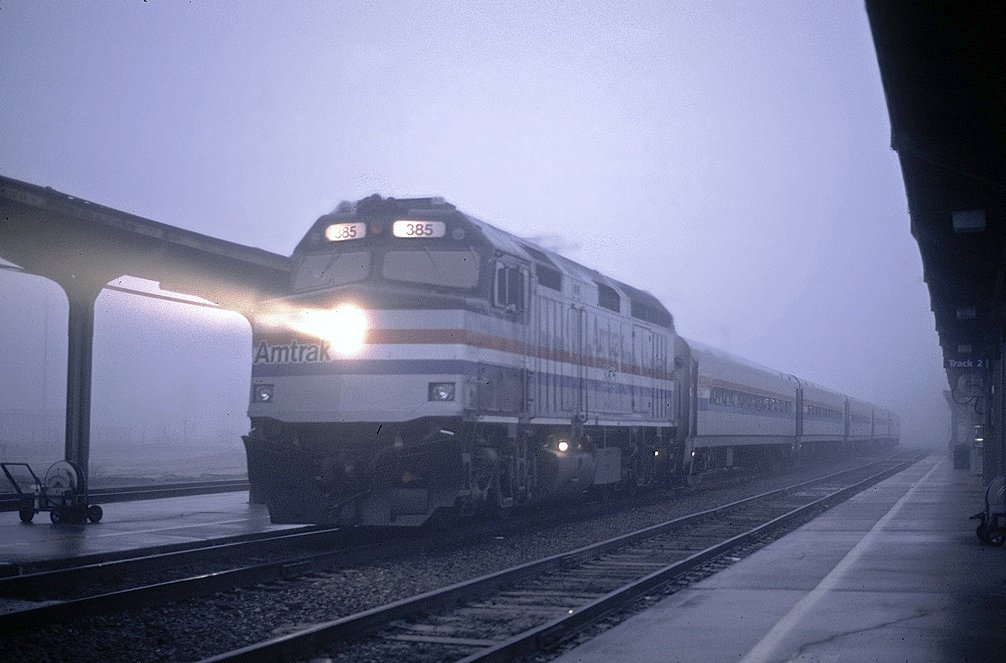
Amtrak-Zug im Hauptbahnhof Sacramento (1995)

Bereits in den 1930er Jahren begann durch die Motorisierung breiter Bevölkerungsschichten die Nachfrage nach Reisezügen nachzulassen, doch die meisten Leute reisten noch mit dem Zug. Für die großen Bahngesellschaften war dies noch das goldene Zeitalter. Der Zweite Weltkrieg gab den Eisenbahnen eine Art Gnadenfrist, weil die Züge notwendig für die Beförderung von Truppen und Kriegsmaterial waren. Durch die gleichzeitige Entstehung des staatlich finanzierten Highwaynetzwerks (Interstate Highway System, ab 1956) und der Zivilluftfahrt in der Nachkriegszeit wurden die Möglichkeiten der Eisenbahnen zur weiteren Entwicklung eingeschränkt.
Nachdem die Passagierzahlen in den 1950er Jahren dramatisch gesunken waren, wurden in den 1960er Jahren viele Reisezüge nur noch betrieben, weil die Eisenbahngesellschaften dazu verpflichtet waren. Die Qualität des Services hatte sich stark verschlechtert. Plötzlich waren die Züge und die Bahnhöfe nicht mehr romantisch oder elegant, sondern abgewirtschaftet und schmutzig; die Angebote sowie zusätzliche Dienstleistungen wie Gepäckträger, heißes, frisch gekochtes Essen, silbernes Besteck usw. hatte man gekürzt. Zudem zog die US-Post ihre Dienste aus den Reisezügen zurück, was den Gesellschaften weitere Einnahmenverluste einbrachte. Oft machten die Postwagen die Hälfte des Ertrages eines Reisezuges aus. Die meisten Eisenbahngesellschaften wollten sich nun vom Personenverkehr trennen.
1967 gründeten interessierte Reisende eine Interessengruppe, die National Association of Railroad Passengers (NARP), um für den Fortbestand von Reisezügen zu kämpfen. Das Streben der NARP wurde zunächst verhindert, da sich die Demokraten gegen Subventionen für die Eisenbahngesellschaften stellten, die konservativen Republikaner aber an ihrem Widerstand gegen jede Verstaatlichung von Eisenbahnunternehmen festhielten. Allerdings wollte niemand in der Regierung für das anscheinend unumgängliche Ende der Reisezüge verantwortlich sein: Diesen Schritt betrachteten die meisten Politiker als politischen Selbstmord. Am 30. Oktober 1970 unterzeichnete US-Präsident Richard Nixon das vom 91. Kongress der Vereinigten Staaten beschlossene Bundesgesetz Rail Passenger Service Act, das Rechtsgrundlage für die National Railroad Passenger Corporation ist.

### Der Beginn

Darstellung der Amtrak-Zugläufe im Mai 1971 auf einer Landkarte der Vereinigten Staaten. Die Farbe und Strichstärke in der Zeichnung steht für die Anzahl der wöchentlichen bzw. täglichen Züge. Gestrichelte Linien markieren Zugläufe der privaten Gesellschaften.

Das neue halbstaatliche Unternehmen erhielt den griffigen Namen „Amtrak“. Damals nahmen die Berater von Präsident Nixon und andere Beobachter an, mit Amtrak würde das Problem der Subventionierung von Reisezügen irgendwie verschwinden. Innerhalb von ein paar Jahren sollten die Reisezüge einfach immer weniger werden. Zwanzig Eisenbahngesellschaften traten der Amtrak bei. Als Eintrittspreis hatten die Unternehmen den jährlichen Fehlbetrag aus dem Personenfernverkehr ihrer Bahnen zu entrichten. Diese wurden dafür von der Pflicht zum Personenfernverkehr befreit und konnten sich auf den lukrativeren Güterverkehr konzentrieren. Fünf Gesellschaften betrieben weiterhin eigene Reisezüge, gaben aber alle in den folgenden Jahren bis spätestens 1983 ebenfalls ihren Personenverkehr auf oder traten ihn an Amtrak ab. Die Amtrak übernahm die nicht mehr benötigten Lokomotiven und viele Wagen der Vorgängergesellschaften. Das brachte am Anfang viele Probleme. Vier Gesellschaften konnten die gewährten Steuergutschriften nicht nutzen und erhielten dafür Stammanteile am Unternehmen (9.385.694 Aktien zu 10 Dollar):
- Burlington Northern Railroad (35 %) (heute BNSF)
- Chicago, Milwaukee, St. Paul and Pacific Railroad (7 %) (heute Canadian Pacific)
- Grand Trunk Western Railroad (Amtrak-Betrieb auf deren Gleisen mit dem Zug Blue Water Limited begann erst wieder 15. September 1974) (5 %) (heute Canadian National)
- Penn Central Transportation (53 %) (heute American Financial Group)

Folgende Gesellschaften gaben ihren Personenverkehr an Amtrak ab:
- Atchison, Topeka and Santa Fe Railway
- Baltimore and Ohio Railroad (Betrieb erst mit dem West Virginian am 8. September 1971 aufgenommen)
- Central of Georgia Railway (hatte nie Amtrak-Betrieb)
- Chesapeake and Ohio Railway
- Chicago and North Western Railway (hatte nie Amtrak-Betrieb)
- Delaware and Hudson Railway (Amtrak-Betrieb begann mit dem Zug Adirondack am 6. August 1974)
- Gulf, Mobile and Ohio Railroad
- Illinois Central Railroad
- Louisville and Nashville Railroad
- Missouri Pacific Railroad
- Norfolk and Western Railway (Amtrak-Betrieb erst mit dem Zug Mountaineer ab 25. März 1975, heute nicht mehr beteiligt)
- Northwestern Pacific Railroad (hatte nie Amtrak-Betrieb)
- Richmond, Fredericksburg and Potomac Railroad
- Seaboard Coast Line Railroad
- Southern Pacific Railroad (diese Bahn trat Amtrak nicht bei, nur deren Züge wurden übernommen)
- Union Pacific Railroad

Die folgenden Gesellschaften betrieben jedoch zunächst ihre Züge weiter auf eigene Rechnung:
- Chicago, Rock Island and Pacific Railroad (Rock Island) (Der Personenverkehr wurde Ende 1978 eingestellt. 1980/81 wurde dann von Amtrak ersatzweise der Prairie Marksman nach Peoria betrieben, aber nicht auf Rock-Island-Gleisen.)
- Denver and Rio Grande Western Railroad (Der Betrieb des Rio Grande Zephyr wurde 1983 von Amtrak als Teilstrecke des California Zephyr übernommen.)
- Georgia Railroad (Der Personenverkehr wurde 1983 eingestellt.)
- Reading Company (Der Fernverkehr wurde bereits vor der Amtrak-Gründung eingestellt, der Nahverkehr später von regionalen Betreibern übernommen.)
- Southern Railway (Der Betrieb des Southern Crescent wurde 1979 von Amtrak als Crescent übernommen.)

Der Amtrakverkehr begann am 1. Mai 1971 in allen wichtigen Verkehrskorridoren. Aber von einst noch 220 Zugpaaren landesweit blieben nur noch 84 übrig. Auf der früheren Water Level Route zwischen New York, Ohio und Chicago begann der reguläre Verkehr erst am 12. Juli 1971. Auf der Strecke Chicago–Cincinnati–Newport News und Washington wurden zum 12. Juli 1971 zwei Züge zu einem Zugpaar zusammengefasst. Bis dahin musste in Cincinnati umgestiegen werden. Der Coast-Starlight-Zug erhielt diesen Namen am 14. November 1971, als er als durchgehender Nachtzug von San Diego nach Seattle fuhr. Am selben Tag wurden systemweit Amtrak-eigene Zugnummern eingeführt und die bis dahin noch verwendeten Zugnummern der ursprünglichen Betreiber aufgegeben. Dies war nötig, da einige Zugnummern mehrfach vergeben waren. So gab es im ersten Amtrak-Fahrplan vom 1. Mai 1971 allein sechs Züge mit der Nummer 1. Das damals eingeführte System der Zugnummern hat im Wesentlichen bis heute Bestand. Es verkehrten:
| Zugnummern | Name des Zuges                                                          | Strecke | Bemerkungen |
| ---------- | ----------------------------------------------------------------------- | --- | --- |
| 1/2        | Sunset Limited                                                          | New Orleans – Houston – El Paso – Phoenix – Los Angeles | dreimal pro Woche |
| 3/4        | Super Chief-El Capitán                                                  | Chicago – Kansas City (Missouri) – La Junta – Albuquerque – Flagstaff – Los Angeles | |
| 5/6        | bis Denver: Denver Zephyr bis Oakland: City of San Francisco            | Chicago – Omaha – Cheyenne – Denver – Ogden – Oakland | Denver – Oakland dreimal pro Woche                                                                                                  |
| 7/8        | Empire Builder                                                          | Chicago – Milwaukee – Minneapolis – Grand Forks – Glacier Park – Spokane – Seattle | |
| 9/10       | bis Seattle: North Coast Hiawatha bis Minneapolis: Twin Cities Hiawatha | Chicago – Milwaukee – Minneapolis – Bismarck – Billings – Spokane (und weiter im Verbund mit Zug 7/8 bis Seattle)                                                                               | Minneapolis – Seattle dreimal pro Woche                                                                                             |
| 11/14      | Coast Starlight                                                         | Seattle – Portland (Oregon) – Oakland – Santa Barbara – Los Angeles – San Diego | dreimal pro Woche |
| 12/13      | Coast Daylight                                                          | Oakland – Santa Barbara – Los Angeles – San Diego | an Tagen, an denen Zug 11/14 nicht fährt                                                                                            |
| 15/16      | Texas Chief                                                             | Chicago – Kansas City (Missouri) – Oklahoma City – Fort Worth – Houston | |
| 30/31      | National Limited                                                        | Kansas City (Missouri) – St. Louis – Indianapolis – Pittsburgh – Harrisburg (Pennsylvania) – Washington                                                                                         | in Harrisburg Übergabe/Übernahme von Wagen von/zu den Zügen 40/41 in den Relationen Kansas City – New York und Chicago – Washington |
| 40/41      | Broadway Limited                                                        | Chicago – Lima (Ohio) – Pittsburgh – Harrisburg (Pennsylvania) – Philadelphia – New York City                                                                                                   | in Harrisburg Übergabe/Übernahme von Wagen von/zu den Zügen 30/31 in den Relationen Kansas City – New York und Chicago – Washington |
| 42/43      | Keystone                                                                | Pittsburgh – Harrisburg – Philadelphia – New York City | |
| 50/51      | Zug 50: George Washington Zug 51: James Whitcomb Riley                  | Chicago – Indianapolis – Cincinnati – Charleston (West Virginia) – Charlottesville – Newport News bzw. … – Washington – Philadelphia – New York City – New Haven CT – Providence RI – Boston MA | Flügelung in Charlottesville |
| 52/53      | Floridian                                                               | Chicago – Indianapolis – Louisville KY – Nashville TN – Birmingham AL – Jacksonville FL – Orlando FL – Miami FL bzw. … – St. Petersburg                                                         | Flügelung in Orlando |
| 58/59      | Panama Limited                                                          | New Orleans LA – Jackson MS – Memphis TN – Fulton KY – Carbondale IL – Chicago | |
| 60/61      | Lake Shore Limited                                                      | Chicago – Toledo – Cleveland – Buffalo – Albany-Rensselaer – New York City | zum 16. Januar 1972 vorläufig eingestellt                                                                                           |
| 70–75      |                                                                         | Buffalo – Albany-Rensselaer – New York City | drei Zugpaare |
| 81/82      | Silver Star                                                             | New York City – Philadelphia – Washington – Richmond (Virginia) – Raleigh (North Carolina) – Savannah – Jacksonville (Florida) – Orlando – Miami bzw. St. Petersburg                            | Flügelung in Orlando |
| 83/84      | Silver Meteor                                                           | New York City – Philadelphia – Washington – Richmond – Savannah – Jacksonville – Miami | |
| 85/86      | Champion                                                                | New York City – Philadelphia – Washington – Richmond – Charleston – Savannah – Jacksonville – Orlando – St. Petersburg                                                                          | |
| 87/88      | Florida Special                                                         | New York City – Philadelphia – Washington – Richmond – Winter Haven – Miami | saisonal, nur Dezember bis April, ohne Zwischenhalt zwischen Richmond und Winter Haven                                              |
| 100–135    | Metroliner, Free State, Congressional, Night Cap                        | (New Haven CT –) New York City – Philadelphia – Washington DC | Mo–Fr 14 Zugpaare, Sa 12 Zugpaare, So 13 Zugpaare, nach New Haven nur ein Zugpaar im Berufsverkehr und sonntags                     |
| 140/145    | Bay State                                                               | Washington – Philadelphia – New York City – New Haven CT – Springfield MA – Boston MA | |
| 141/144    | Connecticut Yankee                                                      | Springfield MA – New Haven CT – New York City – Philadelphia – Washington DC | |
| 143/142    | Charter Oak                                                             | Springfield (Massachusetts) – New Haven – New York City – Philadelphia – Washington | |
| 150/151    | Zug 150: Turbo Yankee Clipper Zug 151: Turbo York Clipper               | New York City – New Haven CT – Providence RI – Boston MA | nur Mo–Fr, Betrieb mit UAC TurboTrain                                                                                               |
| 160–182    | verschiedene                                                            | (Washington – Philadelphia –) New York City – New Haven – Providence – Boston | nicht alle Züge nach Washington |
| 195–199    | Zug 195/196: Mount Rainier Zug 199/198: Puget Sound                     | Seattle WA – Portland OR | zwei Zugpaare |
| 200–298    |                                                                         | Philadelphia – New York City | Mo–Fr neun Zugpaare, Sa sieben Zugpaare, So fünf Zugpaare                                                                           |
| 301–304    | Zug 301/304: Prairie State Zug 303/302: Abraham Lincoln                 | Chicago – St. Louis MO | zwei Zugpaare, im Zugdurchlauf nach Milwaukee WI                                                                                    |
| 320–329    |                                                                         | Milwaukee WI – Chicago IL | fünf Zugpaare, davon zwei im Durchlauf von und nach St. Louis MO                                                                    |
| 347/348    | Illinois Zephyr                                                         | Chicago – Princeton IL – West Quincy MO | |
| 360–363    | Zug 360/361: Wolverine Zug 362/363: St. Clair                           | Chicago – Battle Creek MI – Ann Arbor MI – Detroit MI | zwei Zugpaare |
| 390–395    | Zug 390/393: Illini Zug 394/395: Campus                                 | Champaign-Urbana IL – Chicago IL | freitags zwei Zugpaare, sonntags ein Zugpaar                                                                                        |
| 391/392    | Shawnee                                                                 | Chicago – Champaign-Urbana IL – Carbondale IL | |
| 400–410    |                                                                         | New Haven CT – Hartford CT – Springfield MA | Mo–Fr fünf Zugpaare, Sa/So drei Zugpaare, zwischen Hartford und Springfield drei bzw. zwei Zugpaare, Betrieb mit Dieseltriebwagen   |
| 600–619    |                                                                         | Harrisburg PA – Philadelphia PA | Mo–Fr neun Zugpaare, Sa fünf Zugpaare, So vier Zugpaare                                                                             |
| 640–643    | West Virginian                                                          | Washington – Martinsburg WV – Oakland MD – Parkersburg WV | Mo–Fr Züge 640/641, Sa/So Züge 642/643                                                                                              |
| 680–687    |                                                                         | Albany-Rensselaer NY – New York City | vier Zugpaare, ab 16. Januar 1972 Zugnummern 380–387                                                                                |
| 775–778    | San Diegan                                                              | San Diego CA – Los Angeles CA | zwei Zugpaare |

Im Dezember 1971 wurden die Fahrzeiten des Silver Star so angepasst, dass der Floridian aus Chicago mit diesem Zug von Jacksonville bis St. Petersburg bzw. Miami im Verbund fahren konnte.

### Weitere Entwicklung

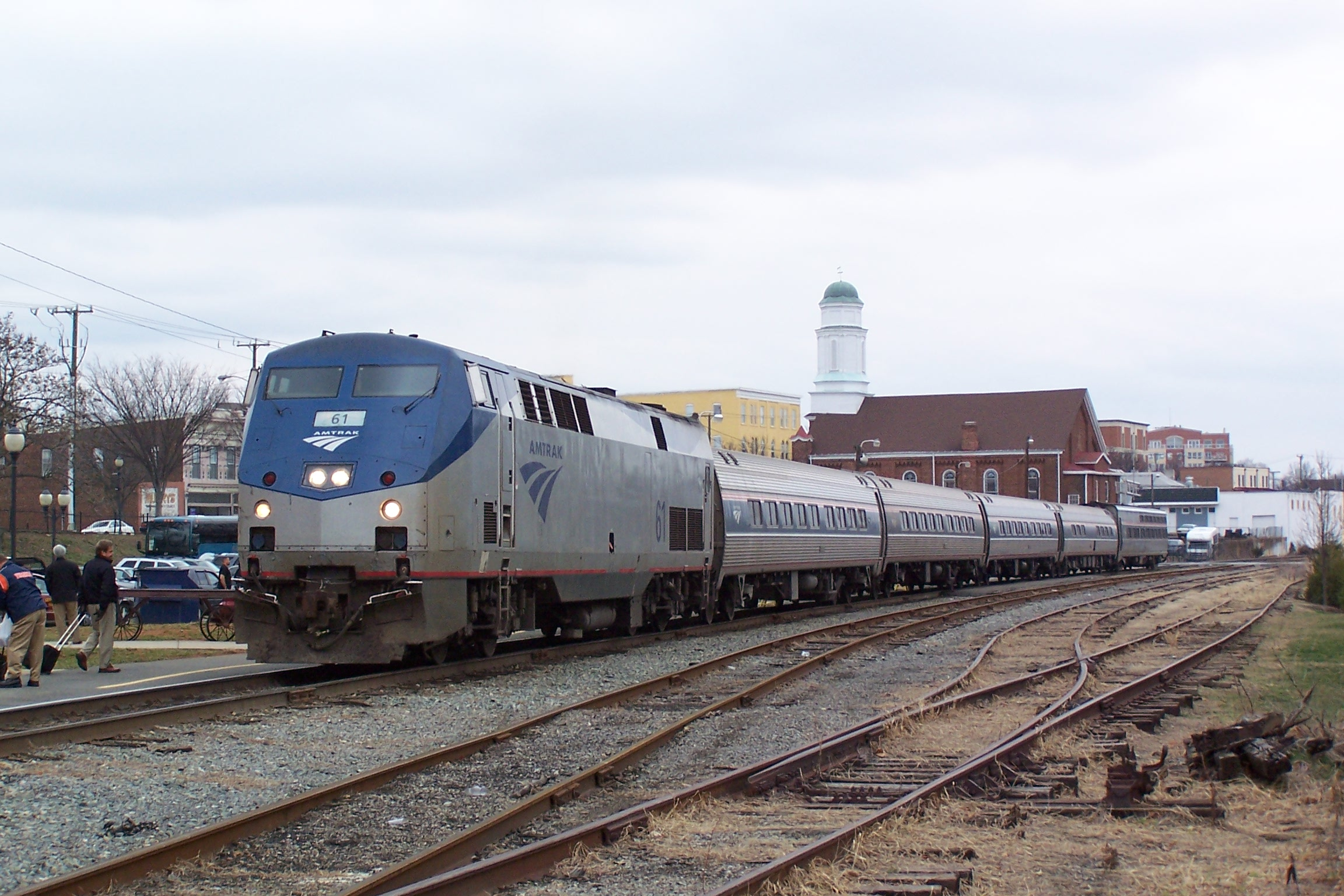
Westwärts fahrender Cardinal

Eine erste neue Zugverbindung startete Amtrak mit dem Montrealer von Washington nach Montréal am 29. September 1972 über die Gleise der Boston and Maine Railroad, wo seit 1966 keine Reisezüge mehr eingesetzt worden waren. 1979 wurde dieser Nachtzug aufgegeben und durch einen Tageszug namens Adirondack über Albany ersetzt. Die inzwischen bankrotte Rock Island stellte ihren Betrieb mit dem Peoria Rocket zwischen Chicago und Peoria Ende 1978 ein. Die Southern Railway gab ihren Zug Crescent Limited Anfang Februar 1979 an Amtrak ab. Die Rio Grande fuhr den Zug Rio Grande Zephyr ab 25. April 1983 nicht mehr. Der bisherige Amtrak-Zug San Francisco Zephyr wechselte nun seinen Namen auf California Zephyr. Dieser Zug nahm nun den Weg der Rio Grande, der direkt durch die Rockies führte statt der nördlicher liegenden Gleise der Union Pacific. Der letzte private Fernreisezug der USA, ein gemischter Zug der Georgia Railroad von Atlanta nach Augusta in Georgia, wurde im Mai 1983 eingestellt. Der frühere Service der Reading Company zwischen Philadelphia und Newark Penn Station endete ebenfalls 1983.
Zu den erfolgreichsten Verbindungen von Amtrak entwickelten sich mehrere Korridore, insbesondere der Northeast Corridor zwischen Washington, D. C., Philadelphia, New York City und Boston. Bis heute sind außer Amtrak alle großen amerikanischen Eisenbahnen Privatunternehmen. Dennoch blieb die öffentliche und politische Unterstützung für Amtrak bestehen. Nicht nur die US-Regierung, sondern auch die verschiedenen Bundesstaaten leisten Zahlungen an Amtrak mit dem Ergebnis, dass das Unternehmen bis heute überleben konnte.

## Amtrak heute

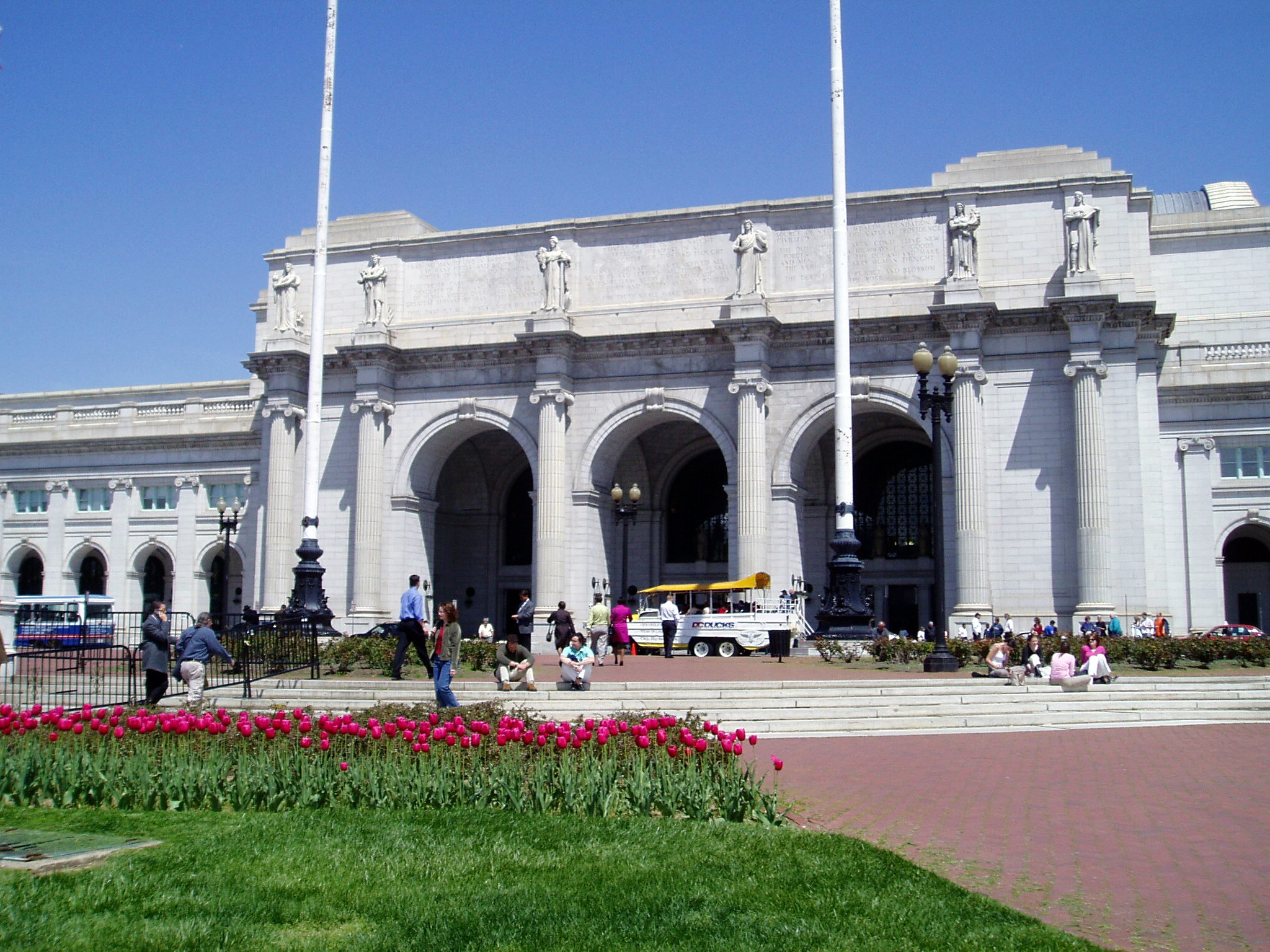
Washington Union Station, der Sitz von Amtrak

### Fahrgastzahlen
Seit dem Geschäftsjahr 2023 verzeichnete Amtrak eine allmähliche Erholung der Fahrgastzahlen nach den pandemiebedingten Einbrüchen. Für das Geschäftsjahr 2023 (Oktober 2022 bis September 2023) meldete Amtrak insgesamt 28,6 Millionen Passagiere, was eine deutliche Steigerung gegenüber den Vorjahren darstellt. Die Nachfrage stieg sowohl auf dem Nord-Ost-Korridor (NEC) als auch bei Langstreckenzügen und regionalen Korridoren. Besonders der NEC, der als eines der meistbefahrenen Schienennetze der USA gilt, konnte im Jahr 2023 12,1 Millionen Passagiere verzeichnen. Im Vergleich zu den 22,9 Millionen Passagieren im Geschäftsjahr 2022 zeigt dies ein starkes Wachstum, was die anhaltende Erholung des Schienenverkehrs in den USA bestätigt. Die Jahre 2020 und 2021 waren stark von der COVID-19-Pandemie betroffen, was zu einem drastischen Rückgang der Fahrgastzahlen auf 16,8 Millionen im Jahr 2020 und 12,1 Millionen im Jahr 2021 führte.
Amtrak sieht sich jedoch weiterhin Herausforderungen durch den Wettbewerb mit anderen Verkehrsträgern gegenüber, insbesondere durch den Luftverkehr auf Inlandsstrecken. Dennoch konnte sich die Bahn auf stark frequentierten Routen, insbesondere zwischen großen Städten an der Ostküste, behaupten. Zum Beispiel hat sich das Verhältnis von Reisenden auf der Strecke zwischen New York und Washington, D.C. weiter zugunsten der Bahn verschoben, mit einem Marktanteil von etwa 77 % im Jahr 2023 für Amtrak im Vergleich zum Flugverkehr.

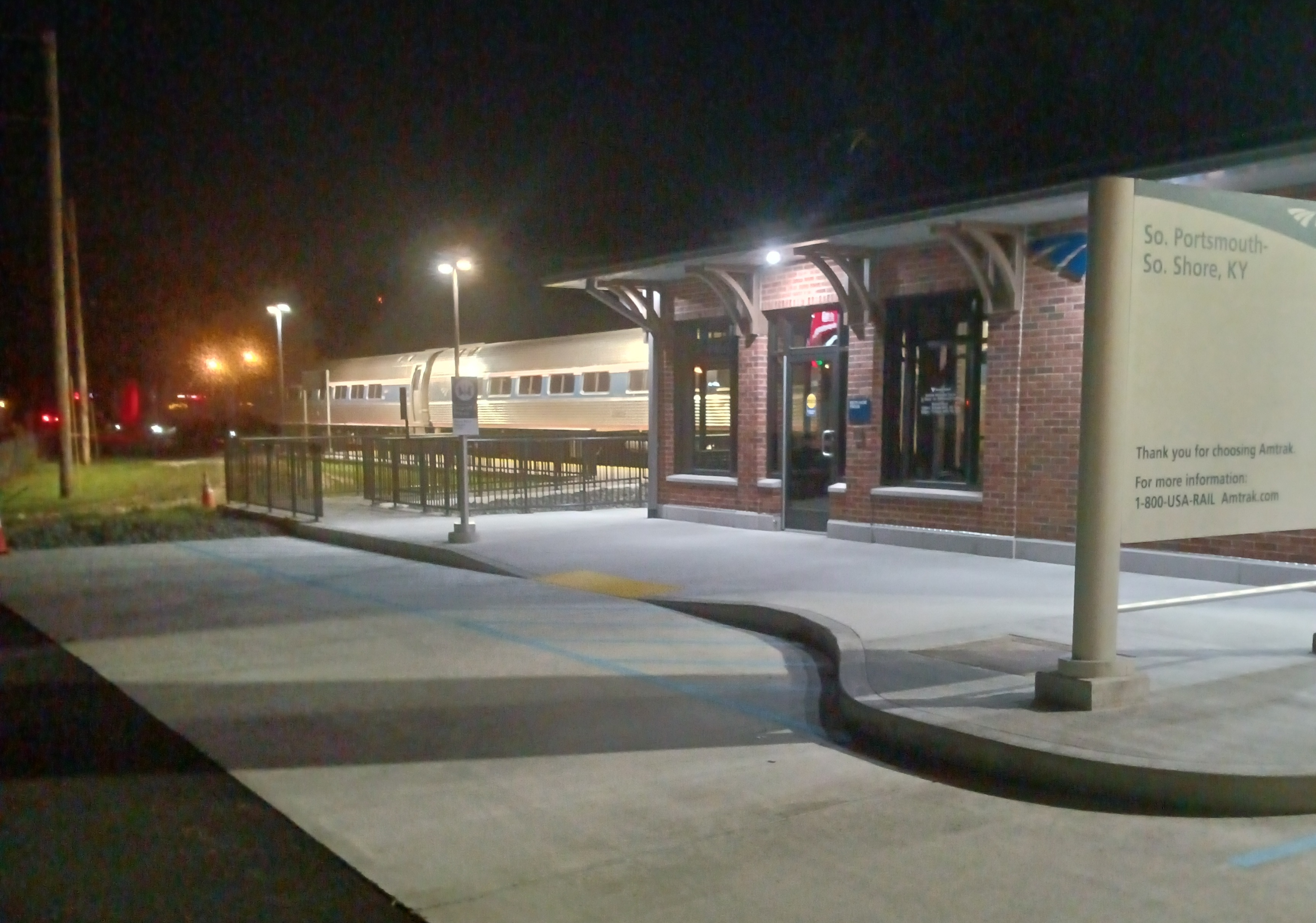
Bahnhof in South Shore, Kentucky

### Mitarbeiter
Amtrak beschäftigt zum Stichtag 30. September 2023 rund 21.800 Mitarbeiter. Dies ist ein Anstieg im Vergleich zu den 18.600 Mitarbeitern im Jahr 2019. Die Erhöhung der Mitarbeiterzahl ist auf die verstärkte Nachfrage und die wiederaufgenommene Expansion des Dienstes zurückzuführen. Der Personalaufbau ist auch notwendig, um die alternde Infrastruktur zu warten und um neue Strecken und Dienste zu betreiben, darunter der Ausbau des Hochgeschwindigkeitsverkehrs auf dem Nord-Ost-Korridor.

### Mögliche Privatisierung von Amtrak
Trotz einiger Diskussionen und Forderungen seitens der Republikanischen Partei blieb Amtrak auch im Jahr 2024 ein staatlich finanziertes Unternehmen. Präsident Joe Biden, ein langjähriger Befürworter des Schienenverkehrs und häufiger Nutzer von Amtrak, sicherte dem Unternehmen während seiner Amtszeit weitere Bundesmittel zu. Biden unterzeichnete das „Bipartisan Infrastructure Law“ im Jahr 2021, welches Amtrak umfangreiche Mittel zur Modernisierung der Infrastruktur zur Verfügung stellte, einschließlich Investitionen in Brücken, Tunnel und Gleise sowie der Elektrifizierung von Strecken. Diese Bundesmittel sichern Amtrak nicht nur das Fortbestehen, sondern ermöglichen auch die Erweiterung des Angebots, einschließlich des Baus neuer Strecken und der Einführung moderner Hochgeschwindigkeitszüge. Eine Privatisierung des Unternehmens bleibt daher auch 2024 unwahrscheinlich.

### Unfälle

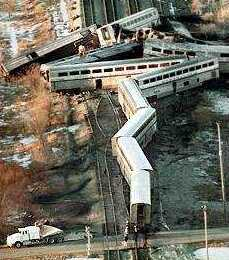
Verunglückter Amtrak-Zug Nr. 59

Beim Eisenbahnunfall am Big Bayou Canot am 22. September 1993 stürzte ein Zug in einen Seitenarm des Mobile River in Alabama, nachdem ein Schiff bei starkem Nebel den Brückenpfeiler gerammt hatte. 42 Passagiere und fünf Mitarbeiter des Zugpersonals starben. 103 Passagiere wurden verletzt. Am 15. März 1999 kam es in Bourbonnais, Illinois zu einem schweren Unfall, als der Amtrak-Zug Nr. 59 auf einem Bahnübergang einen Lastkraftwagen erfasste und entgleiste. Elf Personen starben, 122 wurden verletzt. Am 18. April 2002 entgleiste der Auto Train auf der Fahrt nach Lorton, Virginia in Crescent City, Florida. Vier Personen wurden getötet, 159 verletzt. Am 12. Mai 2015 entgleiste der Northeast Regional-Zug 188 beim Eisenbahnunfall von Port Richmond auf der Fahrt von Washington nach New York in einem Gleisbogen aufgrund überhöhter Geschwindigkeit. Acht Reisende fanden den Tod, über 200 wurden verletzt. Beim Eisenbahnunfall von DuPont am 18. Dezember 2017 entgleiste ein Zug auf einer Brücke über der Interstate 5 im US-Bundesstaat Washington. Einige der Wagen stürzten auf die Autobahn und kollidierten mit Autos. Der Zug war mit 78 Reisenden und fünf Bordmitgliedern zwischen Seattle und Portland unterwegs. Bei dem Unfall starben drei Menschen, über 100 Verletzte mussten in umliegenden Krankenhäusern behandelt werden, darunter einige der Autofahrer.

### Amtrak-Netz
Mit Stand 30. September 2023 hat das Amtrak-Netz eine Gesamtlänge von etwa 34.500 km (2019: 35.810 km). Überwiegend nutzen die Amtrak-Züge die Infrastruktur verschiedener anderer Bahngesellschaften, mit denen Amtrak jeweils Nutzungsvereinbarungen abgeschlossen hat. Amtrak-Zügen ist dabei gemäß Bundesgesetz Vorrang gegenüber Güterzügen zu gewähren. Im Geschäftsjahr 2022/2023 wurden 71 % der Amtrak-Zugkilometer auf Basis solcher Streckennutzungsrechte erbracht. Streckenabschnitte mit einer Gesamtlänge von 1.003,1 km sind Eigentum von Amtrak, darunter ein Großteil des Northeast Corridors. Weitere 368,5 km anderer Eigentümer werden vollständig durch Amtrak betrieben.

### Wichtige Strecken

Amtraks Standard-E-Lok des Typs Siemens ACS-64 in Wilmington

Amtrak-Streckennetz im Nordosten der USA

Der Northeast Corridor ist der wichtigste Teil des von Amtrak betriebenen Fernverkehrsnetzes. Neben der Hauptstrecke von Boston über New Haven, New York, Philadelphia, Washington, D.C. bis nach Newport News (bei Norfolk, Virginia) gibt es noch die Verbindungen von Philadelphia nach Harrisburg (Keystone Corridor), von New Haven nach Springfield (Inland Route), von New York nach Albany und Buffalo (Empire Corridor) sowie die als Downeaster bezeichnete Strecke von Boston nach Portland (Maine), die 1997 eingerichtet wurde. Alle Strecken werden mehrmals täglich bedient, zwischen Boston und Washington gibt es das dichteste Angebot. Neben den Acela-Hochgeschwindigkeitszügen fahren als Regional bezeichnete Interregiozüge auf dieser Strecke. Zum Nordost-Korridor werden auch die internationalen Verbindungen von New York nach Toronto, der Maple Leaf, und nach Montréal, der Adirondack, gerechnet.
Weitere Netzteile sind das sternförmig von Chicago ausgehende Netz im Mittleren Westen mit Verbindungen unter anderem nach Detroit, Grand Rapids, Pontiac und Port Huron (alle Teil des vom Bundesstaat Michigan bezuschussten Teilnetzes Michigan Services), Milwaukee (Hiawatha Service), St. Louis (Lincoln Service), Quincy (Quincy Service) und von St. Louis nach Kansas City (Missouri Service). Hinzu kommt der Heartland Flyer zwischen Oklahoma City und Dallas.

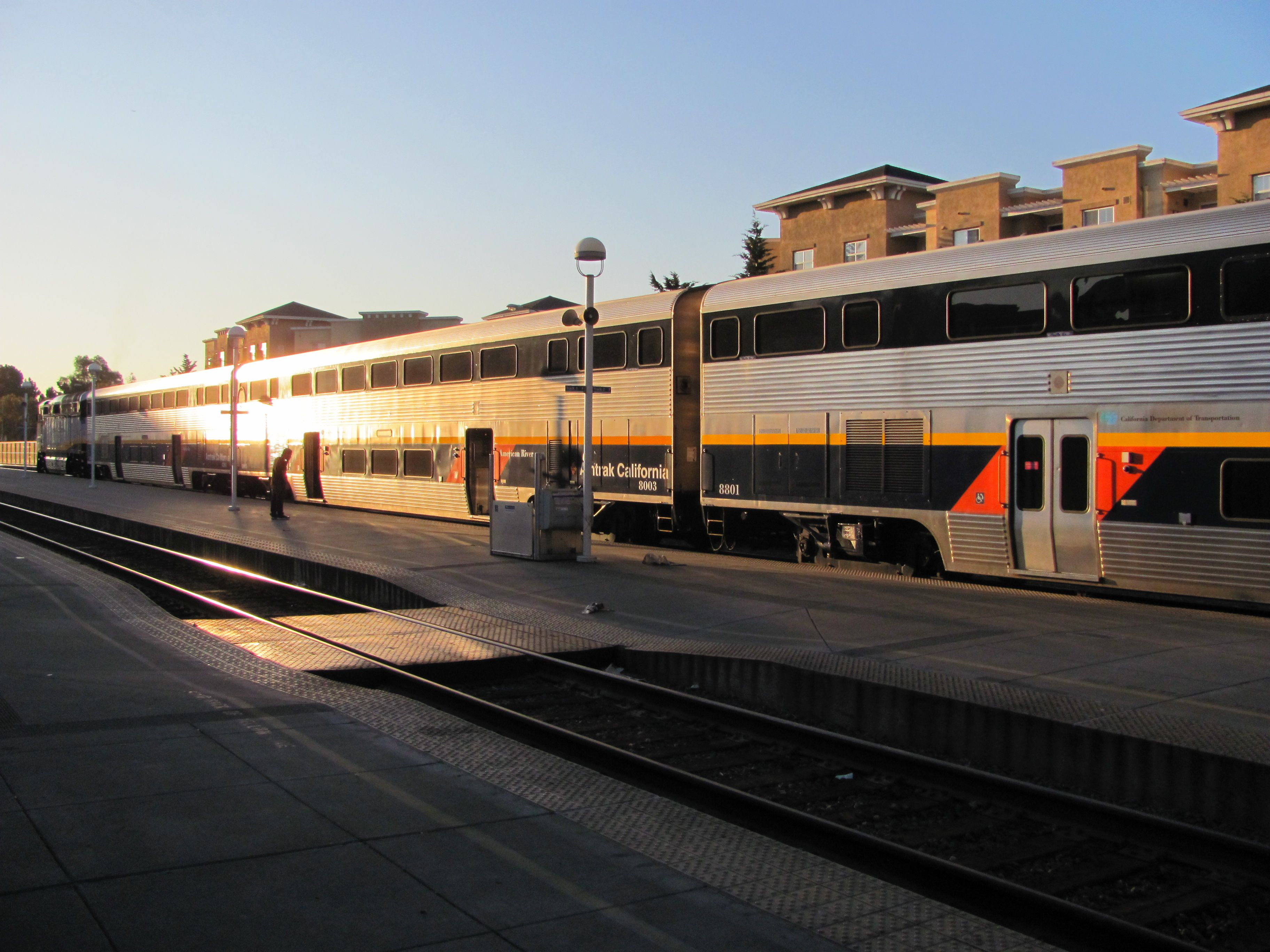
Zug des Capitol Corridor von Amtrak California im Bahnhof Oakland-Jack London Square

Das kalifornische Netz besteht aus Verbindungen zwischen San Diego, Los Angeles und Santa Barbara (Pacific Surfliner) sowie San José, Oakland/San Francisco und Sacramento (Capitol Corridor) und von dort nach Bakersfield (San Joaquins) samt Busanschlüssen. Das nordkalifornische Netz wurde erst 1992 mit bundesstaatlicher Unterstützung eingerichtet. Diese Netze werden, ebenso wie die Verbindungen zwischen Portland und Seattle (Amtrak Cascades) im Nordwesten, als Intercity-Verkehre bezeichnet und mehrmals täglich bedient, bis hin zum Stundentakt auf den Hauptstrecken des Nordost-Korridors und im Süden Kaliforniens.

### Amtrak-Fernzüge
Neben den meist auf mittleren Entfernungen (150 bis 300 Kilometer) betriebenen Intercity-Netzen ist Amtrak vor allem für die langlaufenden Fernzüge bekannt, etwa den City of New Orleans zwischen Chicago und New Orleans, den California Zephyr zwischen Chicago und San Francisco oder die dreimal täglich verkehrenden Palmetto/Silver Service-Zugpaare zwischen New York und Florida. Die meisten dieser Fernzüge führen Schlafwagen und Speisewagen, fast alle Strecken werden mit einem täglichen Zugpaar bedient. Der Cardinal von New York über Cincinnati nach Chicago verkehrt sogar nur an drei Tagen in der Woche.
Nach Angaben des Congressional Budget Office im Jahr 2018 gab es vier nationale Zugverbindungen mit einem Zuglauf über 2000 Meilen Länge, sechs mit einem über 1500 Meilen und elf mit über 1000 Meilen. Die fünf langlaufendsten Zugverbindungen bedienten 10 oder mehr Bundesstaaten und acht Zugverbindungen zwischen 5 und 8 Bundesstaaten.
Derzeit gibt es keine umsteigefreie Verbindung von der Ost- zur Westküste. Der als einziger Amtrak-Zug von Küste zu Küste verkehrende Sunset Limited zwischen Orlando (Florida) und Los Angeles war 2005 nach umfangreichen Schäden durch den Hurrikan Katrina zunächst auf den Abschnitt San Antonio (Texas) – Los Angeles verkürzt worden. Seit Beendigung der Reparaturarbeiten fährt er auf der Route New Orleans – Los Angeles.
Viele der auf kürzeren Strecken verlaufenden Züge werden zusätzlich durch Zuwendungen der einzelnen Bundesstaaten finanziert. Eigenwirtschaftlich bzw. allein mit Bundesmitteln betreibt Amtrak nur den Nordost-Korridor sowie die langlaufenden Fernzüge mit Schlaf- und Speisewagen.
Der größtenteils vom Bundesstaat Indiana finanzierte Hoosier State wurde vom 2. August 2015 bis 28. Februar 2017 durch die private Iowa Pacific Holdings betrieben. Das Lokpersonal wurde von Amtrak gestellt und der Zug lief weiterhin unter der Amtrak-Zugnummer 850/851. Die eingesetzten Lokomotiven führten den Haltercode SLRG der zu Iowa Pacific gehörenden San Luis and Rio Grande Railroad. Zum 1. Juli 2019 wurde der Hoosier State ganz eingestellt, nachdem der Bundesstaat Indiana seine Finanzierung zurückzog.
Am 31. Oktober 2017 wurden auf dem Nordostkorridor die bis dahin in Lynchburg (Virginia) endenden Northeast-Regional-Züge bis Roanoke (Virginia) verlängert. Am 30. August 2019 nahm Amtrak außerdem zwei Zugpaare zwischen Springfield und Greenfield in Betrieb, die durch den Bundesstaat Massachusetts auf zunächst zwei Jahre finanziert wurden.
Im Oktober 2020 wurde der Fahrplan aller bislang einmal täglich verkehrenden Langstreckenzüge mit Ausnahme des Auto Train auf drei Fahrten je Woche und Richtung eingeschränkt. Amtrak begründete diesen Schritt mit dem Nachfragerückgang infolge der COVID-19-Pandemie. Die Rückkehr zu täglichen Fahrten erfolgte Ende Mai bzw. Anfang Juni 2021.
Am 21. Mai 2024 kam im Teilnetz Amtrak Midwest der Borealis als eine tägliche Verbindung Saint Paul – Chicago hinzu, der dort das Angebot gegenüber dem langlaufenden Empire Builder verdoppelt. Die Verbindung wurde u. a. durch die Departments of Transportation der Bundesstaaten Minnesota, Wisconsin und Illinois entwickelt und die Strecke ertüchtigt. Es handelt sich um ein verlängertes Zugpaar des existierenden Hiawatha Service und fährt in den Twin Cities zum Saint Paul Union Depot.

### Übersicht der Amtrak-Fernverbindungen
Maximal einmal täglich:
- Adirondack: New York City – Albany – Montréal (Kanada)
- Auto Train: Lorton Auto Train Terminal bei Washington – Sanford Auto Train Terminal bei Orlando (Autozug)
- Blue Water (Michigan Services): Chicago – Flint – Port Huron (Michigan)
- Borealis (Amtrak Midwest): Chicago – Milwaukee – St. Paul/Minneapolis[20]
- California Zephyr: Chicago – Kansas City – Denver – Salt Lake City – Emeryville (nahe San Francisco)
- Capitol Limited: Washington – Pittsburgh – Cleveland – Chicago
- Cardinal: New York City – Washington – Cincinnati – Indianapolis – Chicago (dreimal pro Woche)
- Carolinian: New York City – Washington – Raleigh – Charlotte
- City of New Orleans: Chicago – Memphis – New Orleans
- Coast Starlight: Seattle – Portland – Sacramento – Emeryville (nahe San Francisco) – Los Angeles
- Crescent: New York City – Washington – Atlanta – New Orleans
- Empire Builder: Chicago – St. Paul/Minneapolis – Seattle & Portland
- Ethan Allen Express: New York City – Albany – Rutland (Vermont)
- Heartland Flyer: Fort Worth – Oklahoma City
- Illinois Zephyr: Chicago – Quincy (Illinois)
- Lake Shore Limited: Chicago – Cleveland – Buffalo – Albany – New York City bzw. Boston
- Maple Leaf: New York City – Albany – Buffalo – Niagara Falls – Toronto (Kanada)
- Palmetto: New York – Washington – Richmond – Savannah
- Pennsylvanian: New York City – Philadelphia – Pittsburgh
- Pere Marquette (Michigan Services): Chicago – Grand Rapids (Michigan)
- Silver Meteor: New York City – Washington – Savannah – Orlando/Miami
- Silver Star: New York City – Washington – Orlando – Tampa – Miami
- Southwest Chief: Chicago – Kansas City – Albuquerque – Los Angeles
- Sunset Limited: Los Angeles – Tucson – Houston – New Orleans (dreimal pro Woche)
- Texas Eagle: Chicago – St. Louis – Dallas – Fort Worth – San Antonio (– Los Angeles) (nur bis/ab San Antonio täglich, ab San Antonio mit Sunset Limited vereinigt und dreimal wöchentlich)
- Vermonter: Washington – New York City – New Haven – Springfield – St. Albans (Vermont)

Mehrmals täglich:
- Acela: (Boston –) New York – Philadelphia – Washington
- Cascades: Vancouver (Kanada) – Seattle – Portland – Eugene
- Capitol Corridor: San José – Oakland/Emeryville – Sacramento
- Carl Sandburg und Illinois Zephyr (Illinois Services): Chicago – Quincy (Illinois)
- Downeaster: Boston – Portland (Maine) – Brunswick (Maine) (5× pro Tag)
- Empire Service: New York City – Albany (– Buffalo – Niagara Falls) (die meisten Züge enden bereits in Albany)
- Hiawatha Service: Chicago – Milwaukee (6–8× pro Tag)
- Illini und Saluki (Illinois Services): Chicago – Champaign – Carbondale (Illinois)
- Keystone Corridor: New York – Philadelphia – Harrisburg
- Lincoln Service: Chicago – St. Louis (4× pro Tag)
- Missouri River Runner: St. Louis – Kansas City (2× pro Tag)
- Pacific Surfliner: San Diego – Los Angeles – Santa Barbara/Goleta (– San Luis Obispo) (einige Züge enden in Los Angeles)
- Piedmont: Raleigh – Charlotte (North Carolina) (3× pro Tag)
- Regional Service Northeast Corridor: Boston bzw. Springfield – New Haven – New York City – Philadelphia – Baltimore – Washington (– verschiedene Ziele in Virginia) (Roanoke (1× pro Tag), Richmond (1–2× pro Tag als Endpunkt, sowie Halt für Züge nach Newport News und Norfolk), Newport News (2× pro Tag) und Norfolk (1–2× pro Tag)) (die meisten Züge enden in Washington)
- San Joaquin: Oakland/Emeryville (San Francisco) bzw. Sacramento – Stockton – Fresno – Bakersfield
- Shuttle Northeast Corridor/Valley Flyer: New Haven – Springfield (– Greenfield)
- Wolverine (Michigan Services): Chicago – Detroit – Pontiac (3× pro Tag)

### Amtrak-Nahverkehr
Neben dem Fernverkehr betreibt Amtrak als Dienstleister regionaler Aufgabenträger auch diverse Nahverkehrsstrecken mit insgesamt 61,1 Millionen Fahrgästen im Jahr. Es handelt sich dabei um folgende Systeme:
- Metrolink: im Großraum Los Angeles (von 2005 bis 2010 betrieben durch Veolia/Connex, seitdem wieder Amtrak)
- Shore Line East: in Connecticut entlang der Ostküste, im Auftrag des Connecticut Department of Transportation unter dem Markenauftritt der CTRail
- Virginia Railway Express (VRE): südlich von Washington, D.C. im Bundesstaat Virginia
- MARC: nördlich von Washington, D.C. im Bundesstaat Maryland

Bei folgenden Strecken ist die Betriebsführung von Amtrak auf andere Anbieter übergegangen:

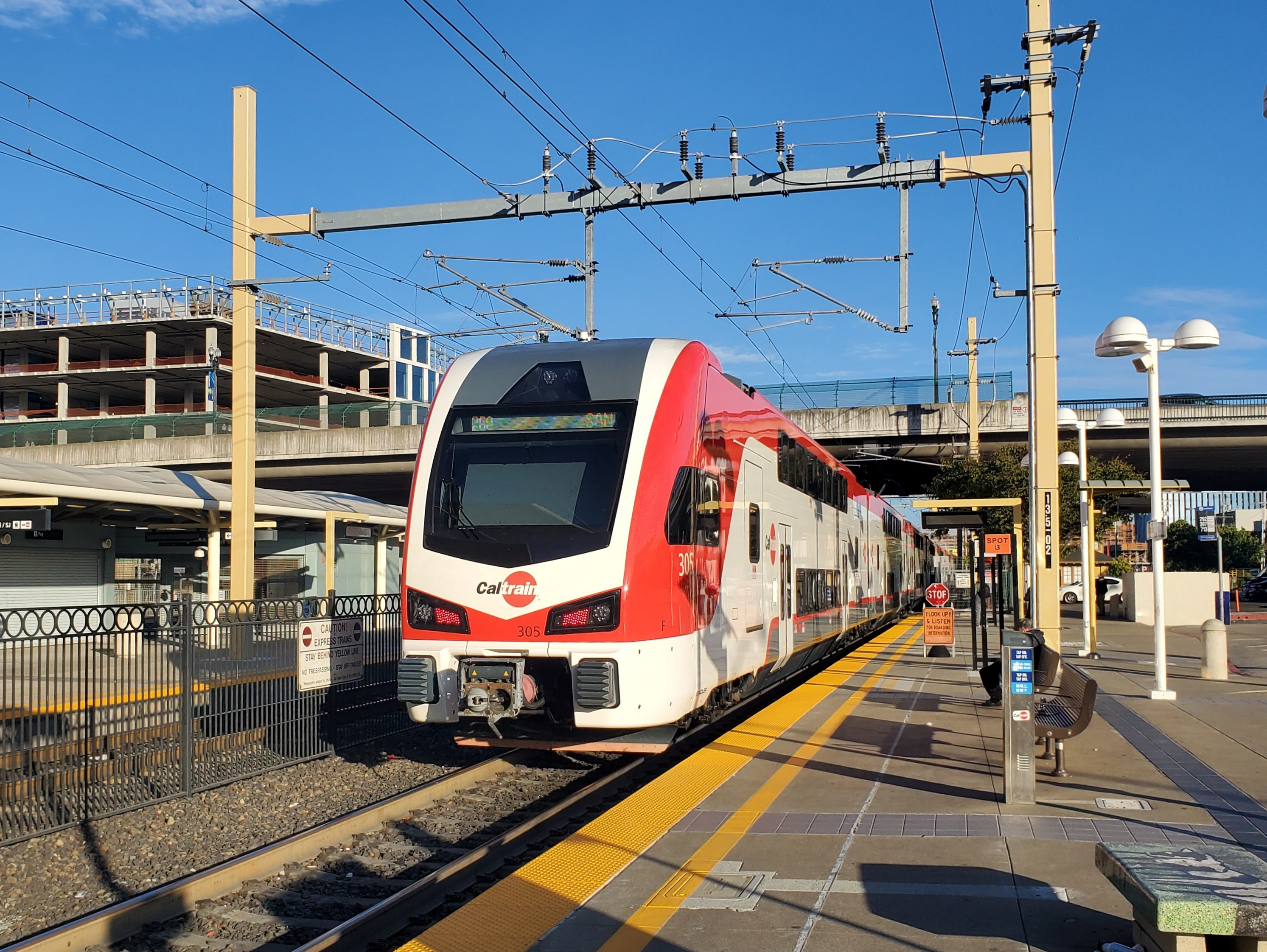
Ein Caltrain KISS-Zug verlässt den Bahnhof Millbrae im August 2024

- Caltrain: San Francisco und San José bis Gilroy: Von 1992 bis Mai 2012 unter Amtrak-Betriebsführung; dann Übernahme der Betriebsführung durch TransitAmerica[21][22]
- MBTA Commuter Rail: im Großraum Boston, vom 1. Januar 1987 bis Juli 2003 unter Amtrak-Betriebsführung; anschließend von 2003 bis 2014 durch MBCR (Partnerschaft aus Veolia/Connex, Bombardier und Alternate Concepts), dann 2014 Übernahme durch Keolis
- San Diego Coaster: in San Diego, von Februar 1995 bis Juli 2006 unter Amtrak-Betriebsführung; anschließend von 2006 bis 2015 durch TransitAmerica, ab 2015 durch Bombardier

## Rollmaterial
Zum Stichtag 30. September 2023 bestand der aktive Amtrak-Fahrzeugpark aus 16 Acela-Triebzügen, 72 elektrischen Lokomotiven, 258 Diesellokomotiven für den Streckeneinsatz, 1180 Reisezugwagen und 77 Autotransportwagen.
Mit Stand September 2019 umfasste das Betriebsmaterial 451 Lokomotiven (davon 104 Elektrolokomotiven sowie die Acela-Triebzüge) und 1.935 Reisezugwagen (davon 159 Schlafwagen, 860 Coach-class-Wagen, 140 Business-class-Wagen, 60 Küchenwagen, 260 Lounge-/Café-/Dinette-Wagen sowie 78 Speisewagen).

### Diesellokomotiven

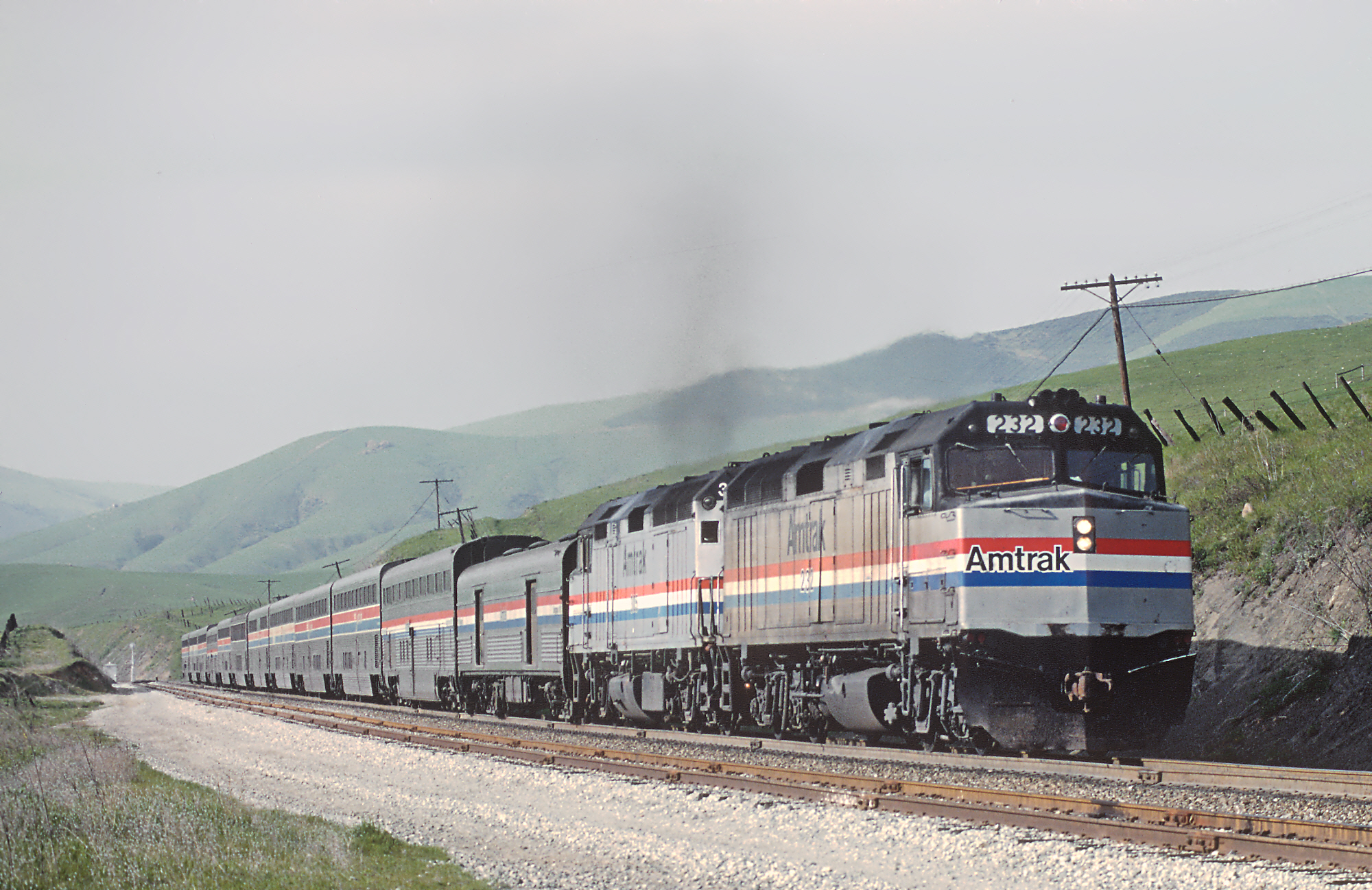
EMD F40PH

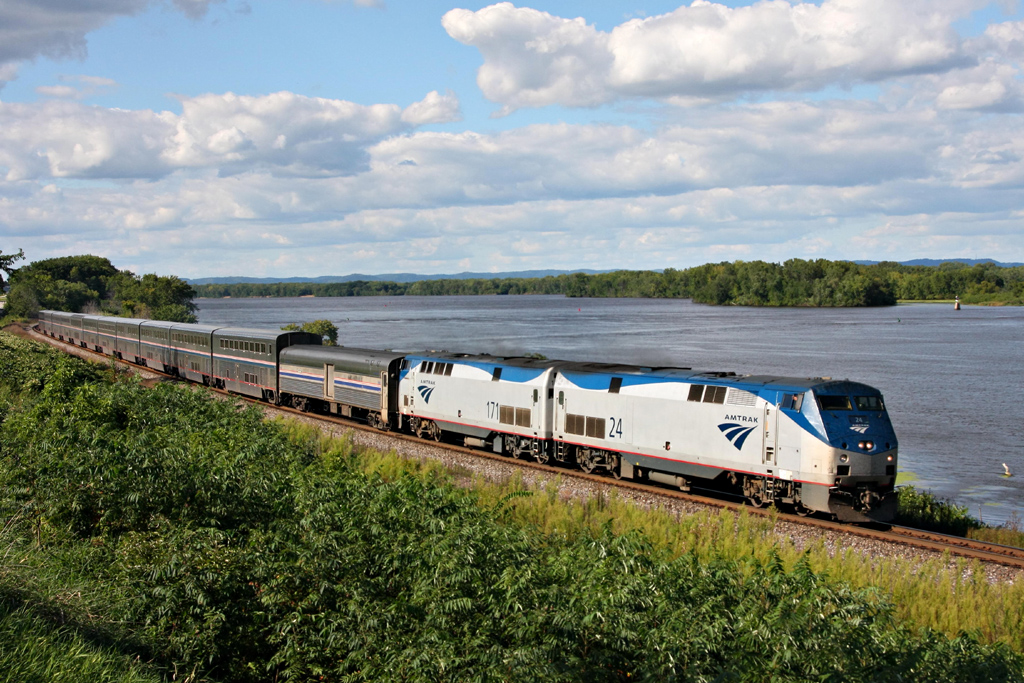
GE Genesis P42DC

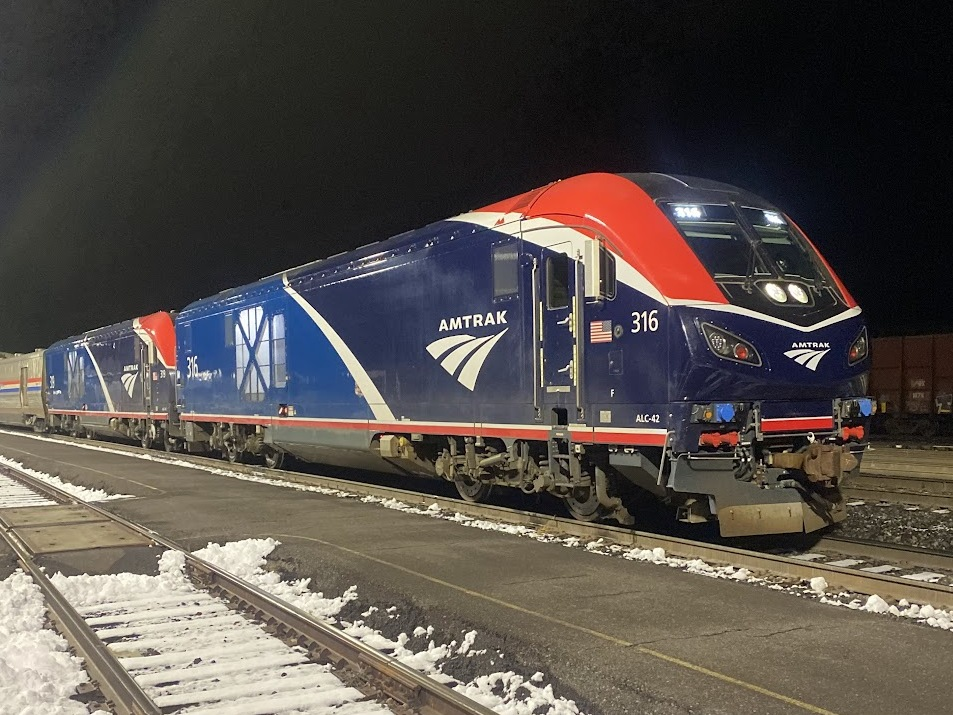
ALC-42 (Siemens Charger)

Nach der Gründung von Amtrak mussten von den beteiligten Bahngesellschaften die für Personenverkehr benötigten Lokomotiven erworben werden. Dies waren überwiegend die Reihen E8 und E9 sowie die FP9 und für die mit Stromschienen ausgestatteten Strecken in New York die FL9.
Neue Diesellokomotiven wurden dann ab dem Jahr 1972 beschafft. Die Wahl fiel auf die EMD SDP40F und später auf die GE P30CH. Diese beiden Baureihen hatten die Achsfolge Co’Co’. Beide Typen erfüllten die Erwartungen nicht. Die auf die Entwicklung der EMD FP45 aufbauende SDP40F fiel Anfang der 1970er-Jahre durch spektakuläre Entgleisungen auf, deren Ursache nie geklärt werden konnte. Amtrak musste sich daher von allen Loks dieser Baureihe trennen.
Da weiterhin Lokomotiven besonders für den Kurz- und Mittelstreckenverkehr benötigt wurden, erfolgte ab 1976 die Beschaffung der EMD F40PH. Nach der Pleite mit den Sechsachser-Dieselloks wurden diese Lokomotiven auch für Langstreckendienste eingeteilt. Einige SDP40F wurden zu FP40PH umgebaut und waren wegen der größeren Kraftstofftanks vier Meter länger als die Standardausführung. 70 Prozent dieser Loks wurden praktisch neu gebaut. Für Amtrak galt diese Aktion vor allem deshalb als Umbau, um zu verschleiern, dass die SDPs eigentlich nach fünf Jahren Betriebszeit schon verschrottet wurden. Die F40PH sollte sich dann zum Rückgrat für die nicht elektrifizierten Strecken der nächsten 20 Jahre entwickeln.
Im Rahmen der Erprobung der Drehstromtechnik wurden zwei Lokomotiven der Baureihe EMD F69PHAC eingesetzt. Diese wurden kurzfristig in den ICE-Farben umlackiert und bei Promotionsfahrten vor dem an Amtrak zur Probe vermieteten ICE-Zug vorgespannt.
Von GO Transit wurden Ende der 1980er Jahre die acht 1966 bis 1968 gebauten Lokomotiven der Baureihe EMD GP40TC erworben, um dem Lokmangel im Intercity-Verkehr entgegenzuwirken. Für Züge an der Westküste wurden 1998 zudem noch Lokomotiven des Typs EMD F59PHI beschafft. Dieser Loktyp war zuvor bereits von Nahverkehrsunternehmen beschafft worden.
Als Ersatz für die inzwischen in die Jahre gekommenen EMD F40PH wurden im Jahre 1991 kurzfristig 18 GE Dash 8-32BWH (auch als B32-8PHDM bezeichnet) angeschafft.
1993 wurde begonnen, neue Diesellokomotiven für den Fernverkehr zu beschaffen. Die Wahl fiel auf die von General Electric angebotene Genesis-Baureihe, auch als GE Dash 8-P40B oder P40DC bezeichnet. Ab 1996 erfolgte die Beschaffung des Nachfolgemodells GE Dash 9-P42B oder P42DC. Sie lösten die F40PH als Standardlokomotive weitgehend ab. In drei Lieferungen wurden 207 Loks beschafft. Für die mit Stromschiene ausgestatteten Streckenabschnitte im Großraum New York wurden 1995/1998 18 Hybrid-Lokomotiven der Genesis-Baureihe GE Dash 9-P32ACDM (GE P32ACDM) in den Fuhrpark aufgenommen.
Die Bundesstaaten Illinois, Kalifornien und Washington beschafften ab 2014 insgesamt 64 Diesellokomotiven des Typs Siemens Charger zur Bespannung von Amtrak-Zügen auf Intercity-Korridoren. Für den Einsatz vor Langstreckenzügen bestellte Amtrak Ende 2018 75 weitere Maschinen, die bis 2024 geliefert werden sollen.[veraltet] Im Februar 2021 waren die ersten zwölf Lokomotiven im Bau. Bei Auslieferung der ersten Lokomotive im Februar 2022 gab Amtrak bekannt, die Bestellung um zusätzliche 50 Maschinen zu erhöhen.

### Elektrolokomotiven und -triebzüge

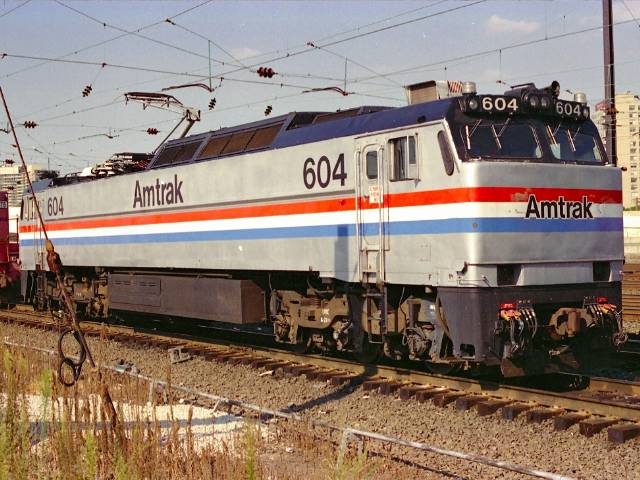
E60CP-E-Lok von General Electric

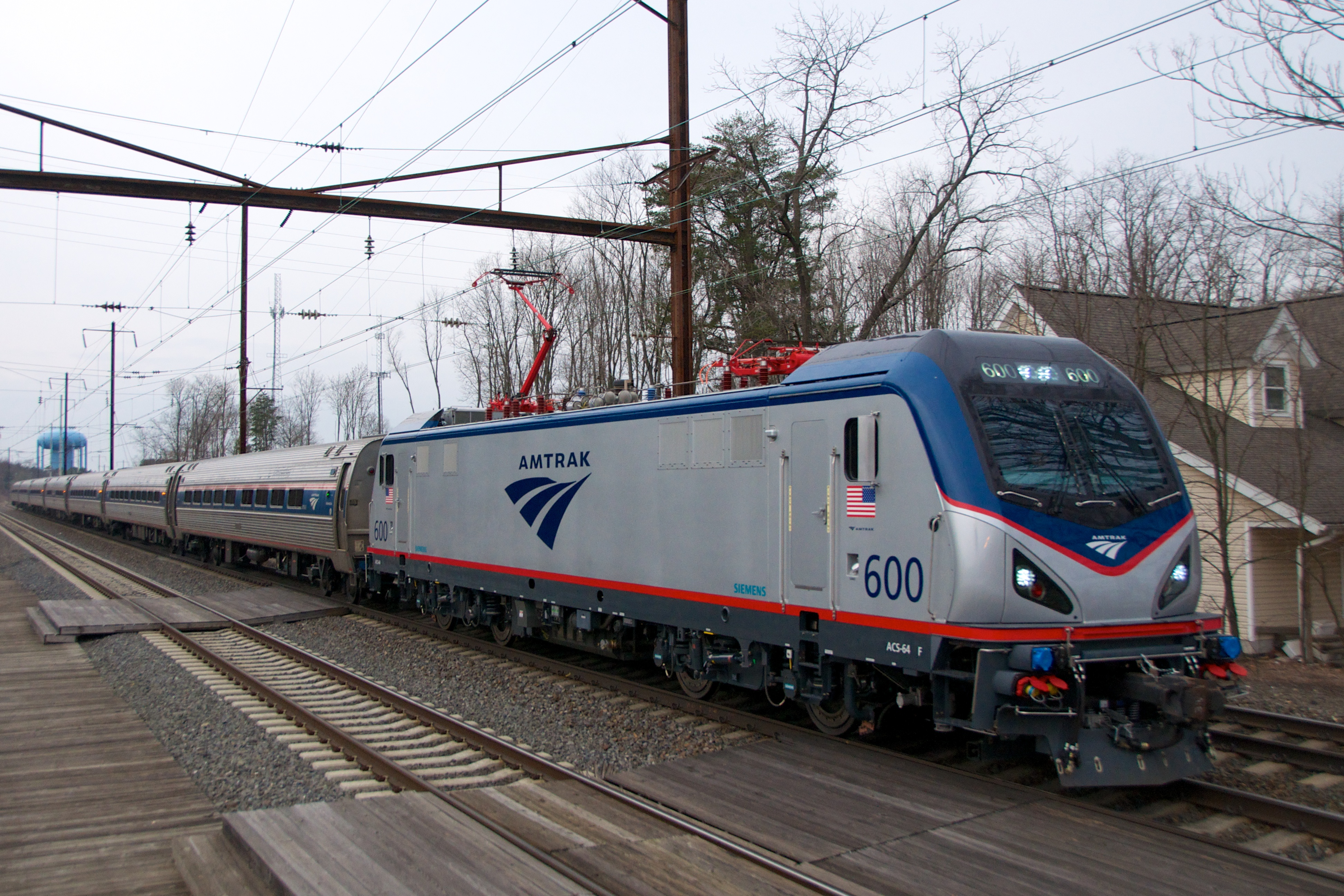
Amtrak ACS-64 mit der Nummer 600 im Planeinsatz am 8. Februar 2014 in Odenton, Maryland.

Für die elektrifizierten Strecken des Nordostkorridors übernahm Amtrak bei seiner Gründung die Elektrolokomotiven der PRR-Klasse E44 und der PRR-Klasse GG1 sowie die Metroliner-Triebzüge. Die Lokomotiven waren technisch veraltet, so dass sich die Gesellschaft nach deren Ersatz umsah. Die 1972 bei General Electric bestellten Lokomotiven der Baureihen E60CH und E60CP waren nicht sehr erfolgreich. Die schweren Lokomotiven hatten schlechte Laufeigenschaften und konnten deshalb nur mit 145 km/h statt mit 190 km/h Höchstgeschwindigkeit eingesetzt werden. Die Suche nach einer geeigneten Lokomotive für schnelle Züge ging weiter, wobei auch Lokomotiven von europäischen Herstellern erprobt wurden. Die endgültige Wahl fiel 1980 auf die Beschaffung von 53 Lokomotiven der Baureihe AEM-7, einer an die amerikanischen Anforderungen angepasste Version der schwedischen SJ Rc4. Diese Lok sollte fast 20 Jahre das Rückgrat des Schnellverkehrs auf dem Northeast Corridor bilden.
Zu Beginn der 1990er Jahre untersuchte Amtrak die Einführung des Hochgeschwindigkeitsverkehrs mit Triebzügen. Es wurden Versuche mit einem deutschen ICE (ICE Train North America Tour) und einem schwedischen SJ X2 gefahren. Die Wahl fiel schließlich auf einen Triebzug von Bombardier und Alstom. Der Zug basiert mechanisch auf dem kanadischen LRC und elektrisch auf dem TGV. Ab 1998 wurden 20 Acela-Züge für 240 km/h sowie 21 aus den Acela-Triebköpfen abgeleitete E-Loks des Typs HHP-8 für 200 km/h Höchstgeschwindigkeit beschafft. Im Oktober 2010 wurden 70 elektrische Lokomotiven Amtrak Cities Sprinter ACS-64 von Siemens bestellt. Die erste Lok wurde 2013 geliefert und Anfang 2014 in den Planbetrieb übernommen. Bis 2015 waren alle Lokomotiven ausgeliefert und hatten bis 2016 alle AEM-7 und HHP-8 im Betrieb abgelöst.
In den 2020er Jahren ist der Ersatz der Acela-Triebzüge der ersten Generation durch 28 neue Züge vom Typ Avelia Liberty, deren Inbetriebnahme sich aber um Jahre verzögert, vorgesehen.

### TurboTrain und Turboliner
Mit der Gründung übernahm Amtrak auch die beiden 1966 bis 1969 von United Aircraft für das US Department of Transportation entwickelten Turbinentriebzüge UAC TurboTrain und erwarb einen dritten, baugleichen Zug von der CN. Die für den Schnellverkehr New York–Boston genutzten Fahrzeuge wurden aufgrund mangelnder Verfügbarkeit und hoher Betriebskosten bis 1976 ausgemustert. Auch den 1973 bis 1975 angeschafften sechs Triebzügen des französischen Unternehmens ANF-Frangeco war kein großer Erfolg beschieden. Diese Gasturbinenzüge entsprachen weitgehend dem SNCF RTG. Bis 1994 waren sie alle ausgemustert.
1976 wurde die Konstruktion der französischen Triebzüge durch das amerikanische Unternehmen Rohr modifiziert und sieben sogenannte „RTL“-Einheiten an Amtrak geliefert. Diese Züge wurden vor allem im Empire-Korridor-Verkehr New York – Albany – Buffalo – Niagara Falls eingesetzt und ab den 1990er Jahren schrittweise durch konventionelle Wagenzüge abgelöst. Der letzte RTL-Triebzug wurde 2002 abgestellt. Im Jahr 2000 begann eine durch den Staat New York finanzierte Modernisierung und Rekonstruktion der RTL-Züge. Zwei der nun als „RTL III“ bezeichneten Züge wurden im April 2003 fertiggestellt und kurze Zeit durch Amtrak eingesetzt, ein dritter Zug verließ die Werkhallen im September 2003. Aufgrund von Rechtsstreitigkeiten zwischen dem Staat und Amtrak über entsprechende Streckenanpassungen und Fahrzeugmodifikation wurde das Programm jedoch wieder ein- und die bereits eingesetzten Züge abgestellt. Amtrak und der Staat New York beendeten ihren Disput Ende 2007. Eine Fortführung der Rekonstruktion der RTL-Triebzüge ist jedoch nicht vorgesehen; die sieben Einheiten wurden im April 2008 durch Amtrak zum Verkauf angeboten.

### Personenwagen

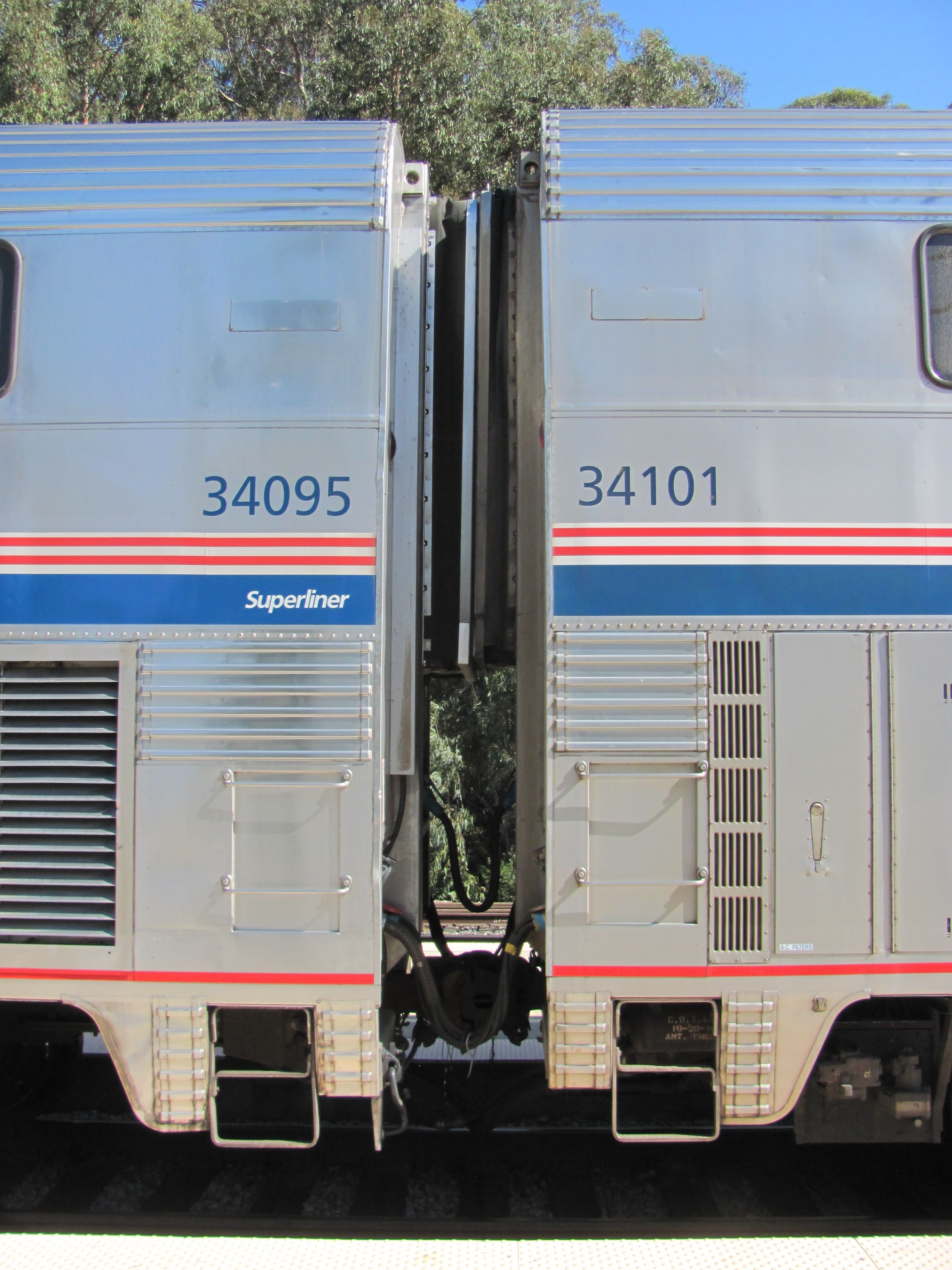
Zwei gekuppelte Doppelstock-Wagen des Fernverkehrs von Amtrak. Der Übergang zwischen den Wagen befindet sich im Obergeschoss

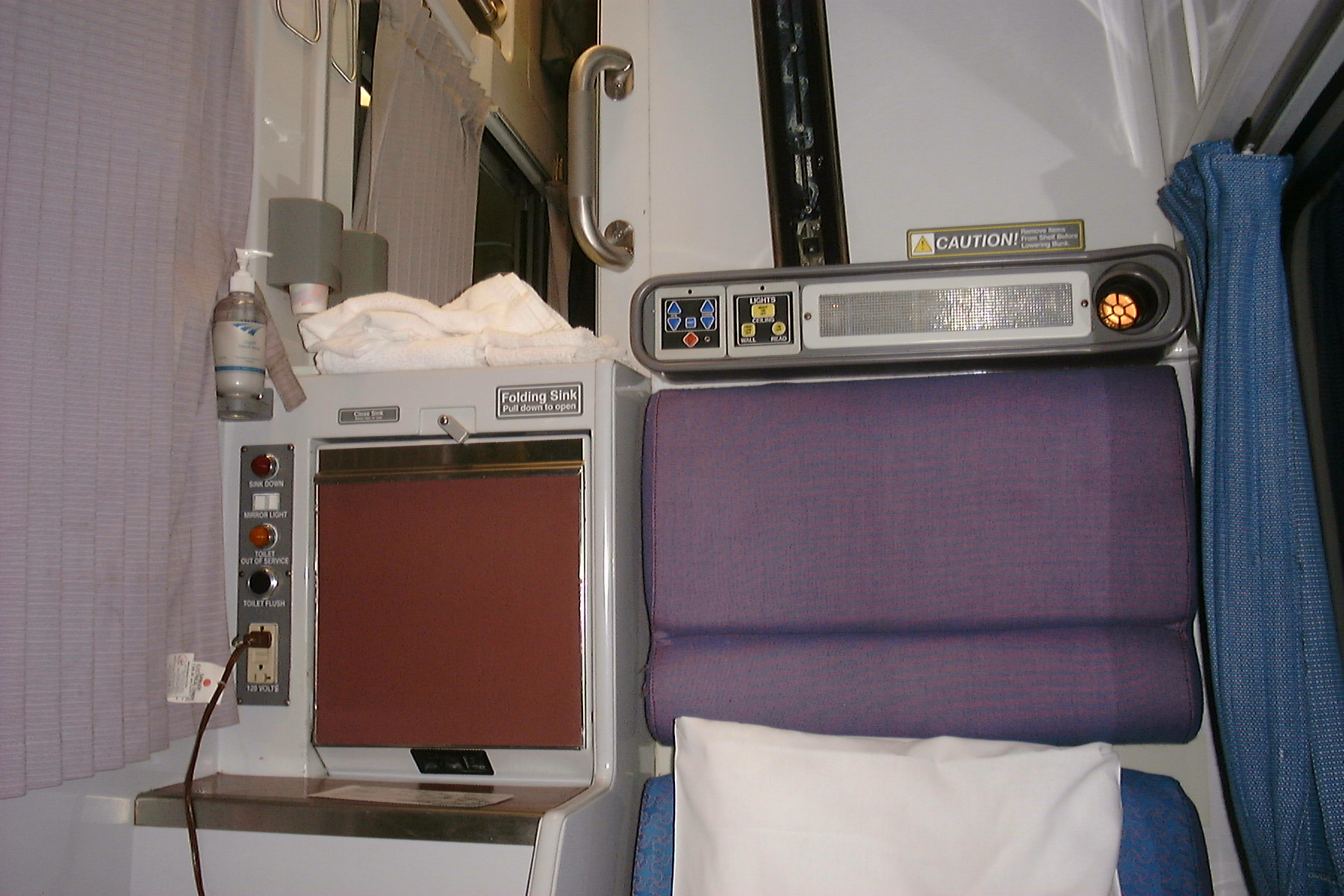
Schlafwagenabteil in Tagesstellung der preiswertesten Buchungsklasse (Roomettes)

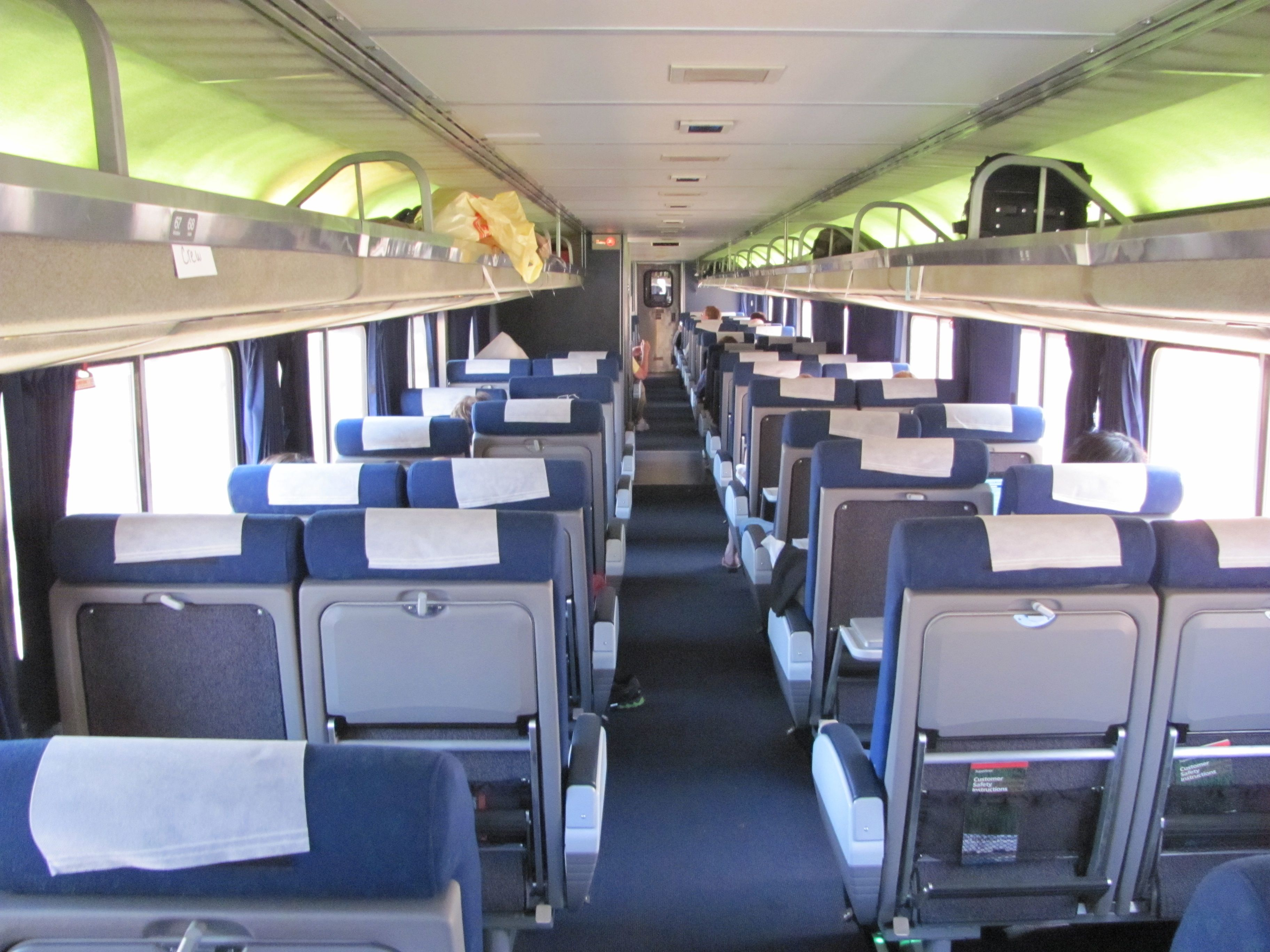
Großraum-Fernverkehrswagen „Superliner“, „Coach class“

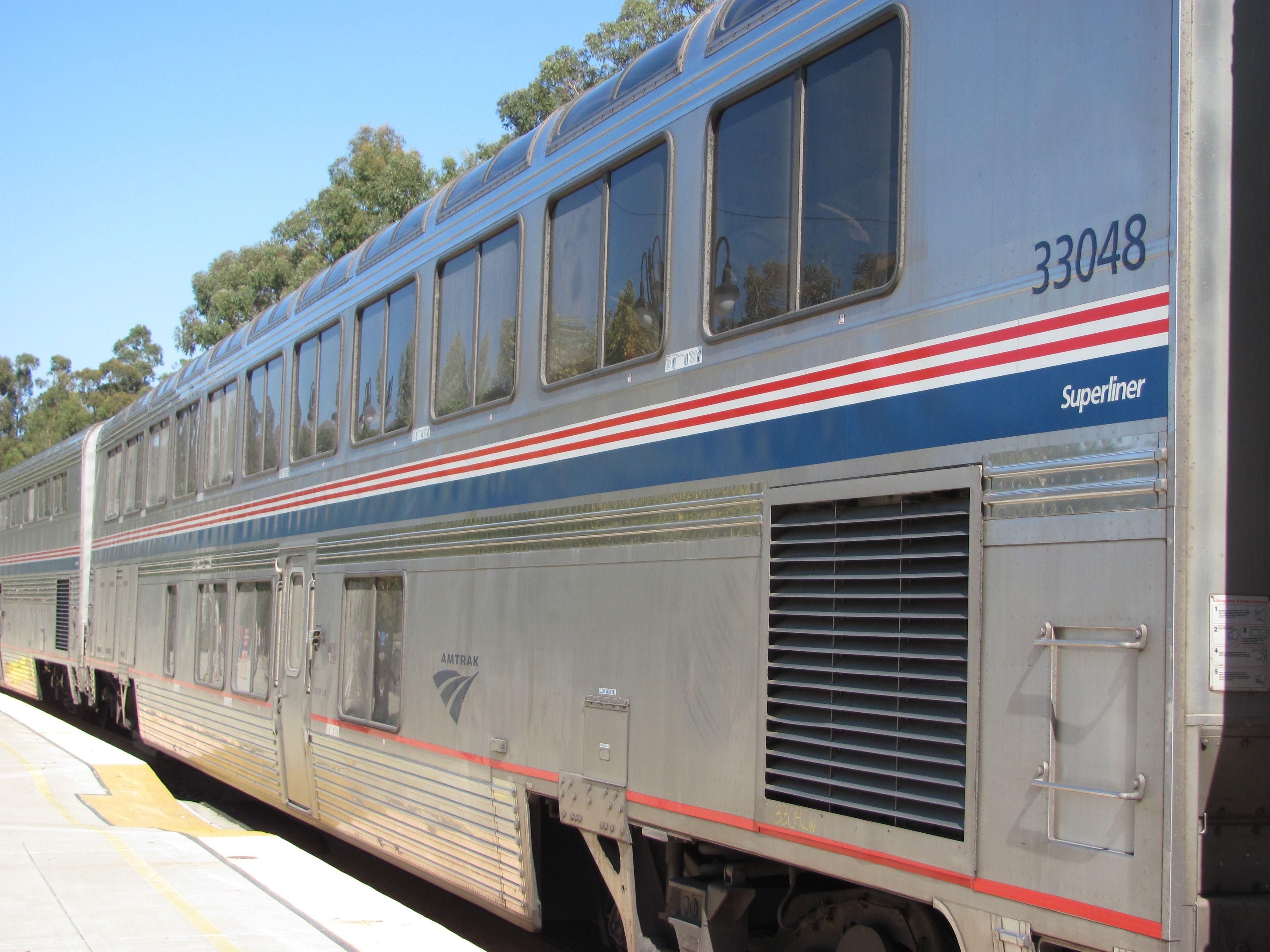
Aussichtswagen des California Zephyr

Mit der Amtrak-Gründung wurden von den privaten Bahnen 3000 Reisezugwagen übernommen, von denen die Amtrak 1200 als „Heritage“-Serie in den Betriebsmittelpark übernahmen. Fast alle stammten aus den 1930er bis 1950er Jahren. In der Folgezeit wurden diese Wagen verschiedener Gesellschaften zusammengewürfelt in den Amtrak-Zügen eingesetzt („hand me down“), was zu recht bunten Zügen führte. Diese Ära ging als „Rainbow-Era“ in die Amtrak-Geschichte ein. Erst 1974 waren alle Wagen silbern mit blau-weiß-roten Streifen umlackiert worden. Die Heritage-Wagen entsprachen nicht mehr der Höhe der Zeit, doch erst ab 1975 stellte Amtrak neue Intercity-Wagen in den Dienst, deren Design unverkennbar den Metroliner-Triebzügen mit dem bombierten Wagenkasten entstammten. Der Hersteller Budd lieferte die mit den typischen Seiten und Dachsicken ausgestatteten Wagen als Coach-Sitzwagen, Café-Bistrowagen, Clubwagen (mit teurer Klassenkategorie), als gemischte Café-/Coachwagen sowie Dinette-Wagen, die den deutschen Quick-Pick-Speisewagen ähnelten. 1977 war diese Serie mit 500 Wagen abgeschlossen und kam überwiegend im Nordostkorridor zum Einsatz. Später kamen aus Metroliner-Triebwagen umgebaute Steuerwagen hinzu. 1978 lieferte Budd für den Fernreiseverkehr westlich des Mississippi neue Superliner-Doppelstockwagen. Diese hatten die Highliner-Doppelstockwagen der Santa Fé von 1956 zum Vorbild. 1989 folgte eine Nachbauserie als Superliner II. Vorhanden sind diese Wagen als Coach, Lounge (Aussichtswagen), Sleeper (Schlafwagen) und Diner (Speisewagen). Damit konnte in allen Fernzügen westlich von Chicago neues Wagenmaterial eingesetzt werden. Die wenigen Intercityzüge im Mittleren Westen und Kalifornien wurden mit Horizon-Wagen ab den 1980er Jahren ausgerüstet, die in ihren Grundzügen auf den Comet-Wagen amerikanischer und kanadischer Vorortbahnen basieren. Hiervon wurden Coach- und Dinette-Wagen produziert.
1989 folgte eine Serie weitere von Amfleet-II-Wagen, die wie die Heritage-Wagen nur eine Tür je Wagenseite hatten, sonst der 75er-Serie glichen und für die Überlandzüge von New York nach Chicago, New Orleans und Florida gedacht waren. Für die Pacific-Surfliner-Züge (Los Angeles–San Diego), bisher mit Amfleet-Wagen bestückt, wurden ab 1993 neue Doppelstockwagen in den Dienst gestellt. Für den ab 1992 bestehenden, meistens mit Horizon-Wagen betrieben Capitolservice San José–Oakland–Sacramento und die Züge Oakland-Bakersfield (San Joaquins) kamen ab 2001 weitere Doppelstock-Intercitywagen in den Zugeinsatz. Diese Wagen werden von Amtrak California im Auftrag der staatlichen Caltrans-Behörde betrieben.
Spanische Talgo-Züge fahren seit 1997 im Cascade-Korridor Eugene – Portland – Seattle – Vancouver.
Ab 1996 wurden die alten Heritage-Schlafwagen durch neue Viewliner-Einstock-Sleeper ersetzt. Heute sind auch keine von den 1971 übernommenen Wagen im Einsatz. Die Speisewagen in den ab New York verkehrenden Überlandzügen sind vor Kurzem durch neue Wagen im Viewliner-Design ersetzt worden. Sie waren die dienstältesten Wagen im Reisezugpark der Amtrak. Viele Gepäckwagen, die Amtrak einsetzte, sind Ende der 1990er Jahre aus Heritage-Sitzwagen umgebaut worden. Inzwischen wurden diese auch durch Viewliner-Gepäckwagen ersetzt. Sie kommen sowohl im NEC als auch in Überlandzügen zum Einsatz. Auffällig ist ihr Design im Ursprungsschema der Amtrak mit blau-weiß-roten Streifen. Daneben setzte Amtrak bis Mitte der ersten 2000er Dekade in vielen Überlandzügen Expressgut-Güterwagen und Kühlwagen (für verderbliche Güter) ein. Zeitweise gab es sogar Lkw-Anhängertrolleys. Da aber viele der privaten Güterbahngesellschaften sich gegen diese Konkurrenz wehrten, gab Amtrak dieses Geschäft inzwischen weitgehend auf.
Das Lackierschema wechselte im Laufe der Zeit. Heute ist ein dunkelblaues Fensterband mit zwei dünnen roten Streifen üblich, welches die Farben der US-Flagge symbolisieren soll.
Die Wagen der Clubklasse wurden später zu First-class-Wagen. Ab Mitte der 1990er Jahre, als sich der Acela-Einsatz abzeichnete, war die First class nur noch diesen und den Metrolinern, sonst generell nur Schlafwagen, vorbehalten. In normalen Zügen ersetzte die billigere (im Vergleich zur First class) Business class die bisher übliche erste Klasse. In der Übergangszeit wurde diese Klasse als Customer class bezeichnet. Damals gab es im Nordostkorridor Züge mit Wagen der First, Customer und Coach class. Auch nach Buffalo wurden solche Zugkompositionen eingesetzt. Die Coach class in den Metrolinern wurde analog zu den Acela-Triebzügen durch Wagen der Business class ersetzt. Damit besteht im NEC faktisch ein Drei-Klassen-System. Seit 2022 werden in Tagzügen Reisezugwagen vom Typ Venture einsetzt, die von Siemens gebaut werden. Die ersten Wagen werden in Illinois, Michigan, Missouri und Wisconsin im Midwest-Netz eingesetzt und in Zukunft ist der Einsatz zwischen Bakersfield und Oakland, zwischen Eugene und Vancouver sowie auf Verbindungen entlang des Northeast Corridor geplant, wobei die Wagen für die zukünftigen Einsatzgebiete als Wendezuggarnituren eingesetzt werden sollen. Die für den Northeast Corridor bestellten Wagen, die von Amtrak als Airo vermarktet werden, sollen darüber hinaus in Kombination mit einer Lokomotive vom Typ Charger als Zweikraftgarnituren verwendet werden, wobei abhängig von den vorgesehenen Strecken ein Wagen entweder ein Stromabnehmer oder Akkus zur elektrischen Versorgung der Diesellokomotive beinhalten wird.

## Unternehmensführung

### Eigentumsverhältnisse
Die National Railroad Passenger Corporation ist als privatrechtliche Aktiengesellschaft organisiert. Zum 30. September 2020 waren, unverändert gegenüber dem 30. September des Vorjahres, 109.396.994 Vorzugsaktien zu einem Nennwert von 100 Dollar sowie 9.385.694 Stammaktien zu einem Nennwert von 10 Dollar ausgegeben. Die Stammaktien liegen im Besitz der Class-1-Bahngesellschaften BNSF Railway (35 %), Canadian National Railway (5 %), Canadian Pacific Railway (7 %) sowie mit 53 % bei der American Financial Group, der Nachfolgegesellschaft der Penn Central. Die Regierung der USA hält als Ausgleich für gewährte Subventionen sämtliche Vorzugsaktien. Durch Gesetz des Kongresses wurden das Stimmrecht sowie die Rückzahlverpflichtung von den Vorzugsaktien gelöst. Die Stammaktionäre haben somit nominell die Kontrolle über das Unternehmen, andererseits haben diese seit 1981 durch Gesetz keinen Sitz mehr im Director’s Board und eine Aktionärsversammlung wurde bisher nicht durchgeführt.
1997 erhielt Amtrak den Auftrag, die Stammaktien zu einem „fairen Marktpreis“ bis zum 1. Oktober 2012 zurückzukaufen. Es kam jedoch zu keiner Einigung über diesen Preis. Ein Rechtsstreit zwischen Amtrak, die 3 Cent je Aktie geboten hatten, und Carl Lindner, der als größter einzelner Anteilseigner der American Financial Group 52 Millionen Dollar zuzüglich Zinsen und Schadenersatz forderte, wurde 2013 zu Gunsten von Amtrak entschieden. Es kam jedoch zu keinem Aktienrückkauf.

### Präsidenten und Chief Executive Officer
Als Corporate President bzw. Chief Executive Officer (CEO) amtierten folgende Personen:
- 1. Mai 1971 – 30. April 1975: Roger Lewis
- 1975–1978: Paul H. Reistrup
- 1. Juni 1978 – 30. Juni 1982: Alan Stephenson Boyd
- 1982–1993: W. Graham Claytor
- 7. Dezember 1993 – 10. Dezember 1997: Thomas M. Downs
- 1998–2002: George Warrington
- 2002 – 9. November 2005: David L. Gunn
- 2005–2006: David Hughes (kommissarisch)
- September 2006 – 14. November 2008: Alexander K. Kummant
- 26. November 2008 – 31. August 2016: Joseph H. Boardman
- 1. September 2016 – 11. Juli 2017: Charles W. Moorman; vom 12. Juli 2017 bis zum 31. Dezember 2017 als gemeinsamer CEO mit seinem Nachfolger Richard H. Anderson
- 12. Juli 2017 – 14. April 2020: Richard H. Anderson
- 15. April 2020–17. Januar 2022: William J. Flynn[33]
- 17. Januar 2022–19. März 2025: Stephen J. Gardner (1. Dezember 2020 – 5. Juli 2022: President[34])
- seit 5. Juli 2022 President: Roger Harris

### Board of Directors
Durch den Rail Passenger Service Act wurde ein Board of Directors (Aufsichtsrat) geschaffen. Dieser durfte maximal 15 Personen umfassen. Geborene Mitglieder sind der Präsident der Bahngesellschaft und der Verkehrsminister (bzw. ein ständiger Vertreter). Weiterhin konnte der Präsident maximal sechs weitere Personen mit Zustimmung des Senats in den Aufsichtsrat berufen. Mindestens ein Vertreter sollte die Verbraucher repräsentieren. Die Aktionäre der Vorzugsaktien konnten vier Vertreter und die Aktionäre der Stammaktien drei Vertreter in den Aufsichtsrat entsenden.
Es wurde jedoch nie die volle Zahl an Vertretern ausgeschöpft. In der Regel umfasste das Board of Directors 11 Mitglieder. Die vom Präsidenten bestimmten Vertreter wurden für eine Zeit von maximal vier Jahren bestimmt. Sie konnten bis zur Wahl eines Nachfolgers noch ein weiteres Jahr im Amt bleiben. Die Wiederbesetzung eines offenen Sitzes erfolgt regelmäßig immer bis zum Ablauf der jeweiligen Amtszeit. Da die Vorzugsaktien alle im Besitz der Vereinigten Staaten sind, war der Verkehrsminister der einzige Vertreter dieser Aktionäre. Mit dem Amtrak Improvement Act 1981 wurde die Zahl der Sitze im Board of Directors auf neun reduziert. Dieser besteht seitdem aus dem Verkehrsminister, dem Präsidenten von Amtrak, fünf vom Präsidenten ernannten Vertretern sowie zwei gewählten Vertretern der Vorzugsaktionäre. Damit entfiel die Beteiligung der Stammaktionäre (d. h. der beteiligten Bahngesellschaften).
Folgende Personen waren Chair of the Board:

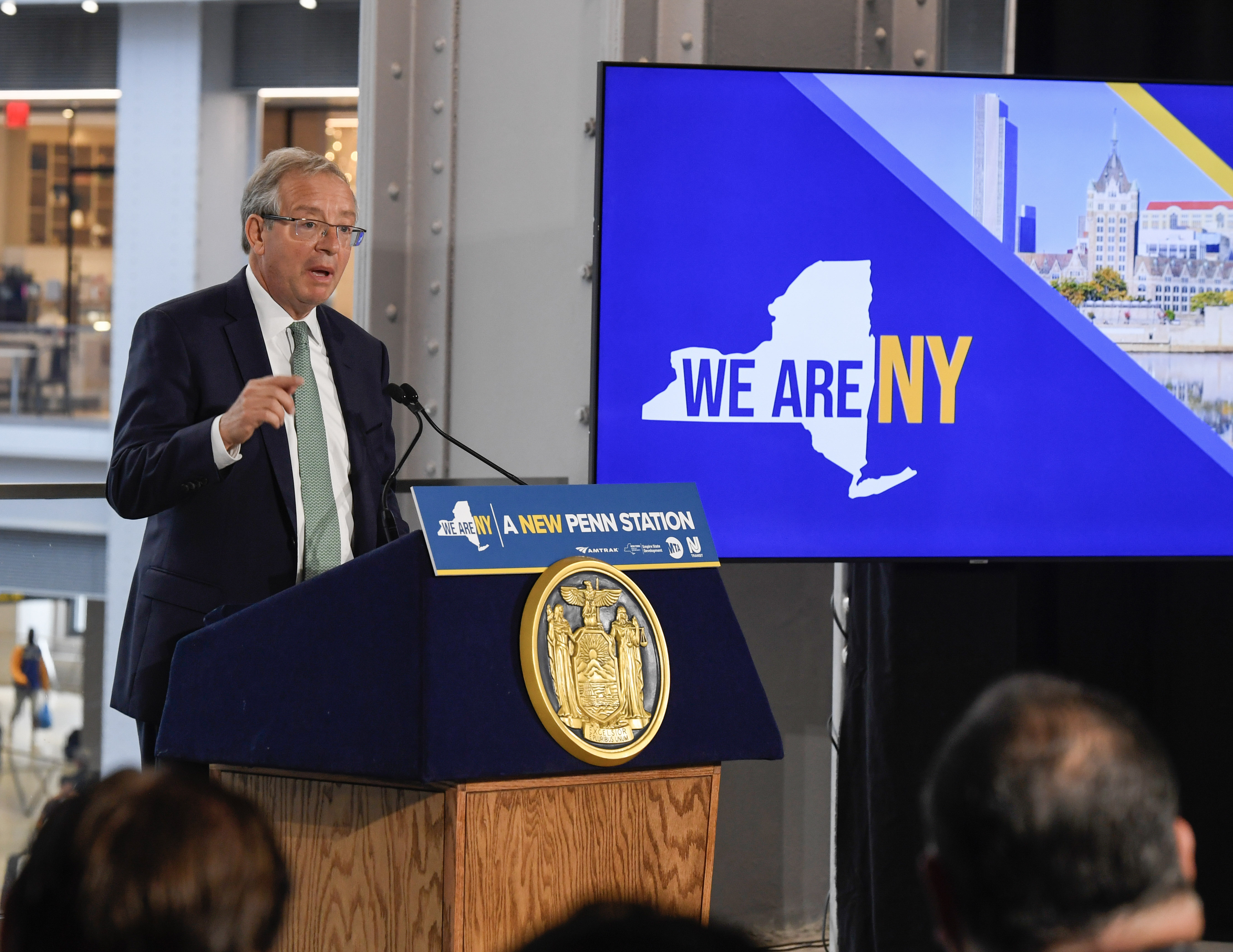
Chairman Coscia bei einer Rede in New Yorks Penn Station im Juni 2022

- 1970–1971: David W. Kendall
- 1971–1975: Roger Lewis
- 1975–1978: Donald P. Jacobs
- 1978–1980: Harry T. Edwards
- 1980–1982: James R. Mills
- 1982–1993: W. Graham Claytor
- 1993–1997: Thomas M. Downs
- 1998–2001: Tommy G. Thompson
- 2002–2003: John R. Smith
- 2003–2007: David Laney
- 2007–2009: Donna McLean
- 2009–2013: Thomas C. Carper
- seit 2013: Anthony R. Coscia

## Tochterunternehmen
- Chicago Union Station Company (CUS)
- Passenger Railroad Insurance, Limited (PRIL)
- Penn Station Leasing, LLC (PSL)
- Washington Terminal Company (WTC)

## Mitgliedschaften
- Industrievereinigung Association of American Railroads (AAR)[35]
- Internationaler Eisenbahnverband (UIC)[36]

## Sonstiges
Das Amtrak Police Department (APD) ist eine Bundespolizeibehörde, welche die Aufgaben einer Bahnpolizei wahrnimmt.